# Greg LeMond
Gregory James "Greg" LeMond (Lakewood, California; 26 de junio de 1961) es un ciclista de ruta exprofesional de Estados Unidos, que ganó dos veces el Campeonato Mundial de Ciclismo en Ruta (1983 y 1989) y el Tour de Francia tres veces (1986, 1989 y 1990). También es empresario y defensor de la lucha antidopaje.

## Biografía
LeMond nació en Lakewood, California, y creció en un rancho en el campo en las laderas orientales de la cordillera de Sierra Nevada, cerca de Reno. Está casado y tiene tres hijos con su esposa Kathy, junto con la que da apoyo a diversas causas y organizaciones caritativas.
En 1986, LeMond se convirtió en el primer ciclista profesional no europeo en ganar el Tour de Francia, y es el único estadounidense que lo ha ganado oficialmente tras las descalificaciones de los otros ciclistas nacidos en Estados Unidos que lo ganaron con posterioridad: Lance Armstrong y Floyd Landis. En 1987 fue alcanzado por varios perdigones de un disparo accidental mientras cazaba, y por eso no pudo competir en las dos siguientes ediciones del Tour. Regresó al Tour en 1989, completando un improbable regreso al ganar de forma dramática en la etapa final. Defendió su título de manera exitosa al año siguiente, logrando su tercer y última victoria en el Tour en 1990, lo que lo convirtió en uno de los únicos siete ciclistas que han ganado tres o más Tours. Se retiró y dejó de competir en diciembre de 1994. Logró llegar al Salón de la Fama de Ciclistas de Estados Unidos en 1996.
LeMond fue el primer estadounidense en ganar el Campeonato del Mundo de ciclismo de ruta élite, el primer ciclista profesional en firmar un contrato de un millón de dólares y el primer ciclista en aparecer en la portada de Sports Illustrated cuando la revista lo nombró el deportista del año en 1989. Durante su carrera, LeMond defendió muchos avances en el ciclismo profesional, como fueron la introducción de los manillares aerodinámicos de triatlón y los cuadros de bicicleta hechos de fibra de carbono, los cuales posteriormente comercializó a través de su compañía LeMond Bicycles. También ha tenido negocios en otras áreas, como restauración, inmobiliarias y equipamiento deportivo.
LeMond se opone al uso de drogas para mejorar el rendimiento y en ocasiones sus negocios han sufrido por su postura antidopaje, como en 2001, cuando acusó por primera vez a Lance Armstrong de dopaje y creó un conflicto que finalmente llevó a la disolución de su marca LeMond Bikes en 2008, que estaba licenciada por el principal patrocinador de Armstrong, Trek Bicycles. Siendo el único estadounidense que ha ganado la carrera más importante de ciclismo, LeMond no ha disfrutado del estatus público que se espera de una figura pública como él, pero continúa oponiéndose públicamente al dopaje y denunciando el ineficiente liderazgo de la UCI, la Unión Ciclista Internacional. En diciembre de 2012, LeMond dijo que estaba dispuesto a reemplazar al presidente de la UCI de manera provisional si fuera necesario. En diciembre de 2013, la marca de LeMond revivió, fabricada en asociación con TIME Sport International.

## Primeros años y carrera amateur
Greg LeMond nació en Lakewood, California, y fue criado en Washoe Valley, un rancho en el campo en las cordilleras orientales de Sierra Nevada, dos millas al norte de Carson City y 18 millas al sur Reno. Sus padres son Bob LeMond y Bertha (m. 2006) y tiene dos hermanas, Kathy y Karen. Fue a la escuela secundaria Earl Wooster en Reno, en el estado de Nevada. Greg usaba frecuentemente su bicicleta para ir a la escuela, y a veces se saltaba clases para llegar a su casa temprano. Lo que hacía a continuación era dar una vuelta al oeste sobre Mount Rose, al sur a lo largo del Lago Tahoe y después al este por la autopista 28 hacia Carson City. Después Greg seguía Carson Street sobre la colina a Washoe Valley y de ahí a su casa.
La introducción de LeMond al ciclismo fue en 1975, gracias al esquiador pionero del estilo libre Wayne Wong, quien recomendaba la bici como un excelente deporte para entrenar en pretemporada. LeMond empezó a competir en 1976 y después de dominar la categoría intermedia (13-15) y ganar las 11 primeras carreras en las que participó, obtuvo permiso para competir contra ciclistas mayores y más experimentados en la categoría júnior (16-19).
En 1977, cuando apenas tenía 15 años, LeMond terminó segundo en el Tour de Fresno solo por detrás  de John Howard, por aquel entonces el mejor ciclista estadounidense y campeón de los Juegos Panamericanos de 1971. LeMond captó la atención de Eddie Borysewicz, el entrenador del equipo estadounidense de la Federación de Ciclismo, quien describió a LeMond como "un diamante, un diamante claro" LeMond representó a Estados Unidos en el Campeonato Mundial Júnior en 1978, en Washington D. C., donde terminó noveno en la carrera de ruta, y de nuevo en 1979 en Argentina, donde ganó medallas de oro, plata y bronce, siendo lo más importante su victoria en la carrera de ruta. A los 18, LeMond fue seleccionado para el equipo olímpico estadounidense de ciclismo en 1980, siendo el más joven en llegar al equipo de Estados Unidos;  Sin embargo, el boicot de Estados Unidos a los Juegos Olímpicos de 1980 en Moscú evitó que compitiera.
Borysewicz, a quien LeMond describió como su "primer entrenador de verdad" quería quedarse con su protegido durante el siguiente ciclo olímpico y por lo tanto intentó convencerlo para que no se hiciera profesional, pero LeMond estaba decidido. Sin embargo, aunque era el vigente campeón júnior de ciclismo de ruta en 1980, no recibió ofertas profesionales, por lo que en la primavera de 1980 se unió al equipo nacional de ciclismo para una campaña de seis semanas de completición por Europa. Terminó tercero en la clasificación general del Circuito de las Ardenas antes de ganar la carreta por etapas Circuito de la Sarthe en Francia, convirtiéndose así en el primer estadounidense y el ciclista más joven de cualquier nacionalidad "en la historia del deporte en ganar una de las principales competiciones ciclistas Pro-Am [en Europa]." Esa victoria y la posterior cobertura de prensa, aumentó el interés por LeMond en Europa y fue seguido en su siguiente evento (la carrera por etapas Ruban Granitier Breton) por Cyrille Guimard, director deportivo del quipo Renault-Elf-Gitane. Guimard dijo que estaba impresionado con el espíritu de LeMond y le dijo, "Tienes el fuego para ser un gran campeón", antes de ofrecerle un contrato profesional para 1981 con Renault. Después de regresar a Estados Unidos, LeMond ganó el Nevada City Classic en 1980, considerado como una de las carreras de ciclismo profesional más históricas y desafiantes de Estados Unidos. A pesar de que finalmente recibió otras ofertas para convertirse en profesional además de la de Guimard, LeMond no las tomó en serio y firmó con Renault en París el día que terminó el Tour de Francia de 1980.

## Carrera profesional
LeMond era un ciclista amateur sobresaliente de "una calidad superlativa" y "excepcionalmente dotado," por lo que rápidamente se estableció como uno de los ciclistas más talentosos del circuito profesional. El respetado periodista de ciclismo John Wilcockson, quien fue reportero del Tour de Francia durante más de 40 años, describió a LeMond como un campeón.

### 1981-1983: Primeros años
La primera victoria profesional de LeMond fue 3 meses después de su debut en 1981 cuando ganó una etapa del Tour de l'Oise francés. Continuó con una victoria en el Coors Classic en Estados Unidos, ganándole a Sergei Sukhoruchenkov, el campeón olímpico de 1980. El gran paso hacia adelante ocurrió en 1981 en la carrera por etapas de Dauphiné Libéré donde LeMond quedó en tercer lugar. El logro es más notable porque participó en la carrera como gregario del líder del equipo Bernard Hinault. LeMond no estuvo en el podio al lado del ganador de la carrera Hinault ya que Pascal Simon terminó por delante de él. Dos semanas después Simon fue penalizado con 10 minutos adicionales al descubrise que se había dopado. LeMond consideró esta carrera como un gran paso en su carrera. LeMond dijo: "me enseño que tenía el tipo de habilidad para la escalada que se necesita para ganar las mejores carreras por etapas de Europa." LeMond ganó un total de 5 carreras en 1981, su temporada de novato.
LeMond se rompió la clavícula el 11 de abril de 1982 mientras competía en la clásica de ciclismo Lieja-Bastoña-Lieja. La lesión obligó a LeMond a realizar un programa de preparación reducido antes del Campeonato Mundial, que ese año se celebró en Goodwood, Inglaterra. En la competición de carretera masculina LeMond fue vencido al sprint por el italiano Giuseppe Saronni. Después de la carrera su compañero de equipo estadounidense  Jacques Boyer acusó a LeMond de perseguirlo en los últimos 800 metros. Saronni estaba muy fuerte y al final de la carrera pasó a Boyer y a LeMond, aventajándole en 5 segundos, y en otros 5 segundos más a Sean Kelly. Boyer quedó décimo. El medallista de bronce Sean Kelly, uno de los favoritos para ganar la carrera, estaba con Saronni cuando alcanzó a LeMond faltando 200 metros para terminar, pero no pudo mantenerse a rueda. Kelly dijo: "No creo que Boyer se estuviera desvaneciendo... tenía una buena ventaja. Nadie quería ir tras él... Sí, LeMond persiguió a Boyer. Boyer era el único hombre que tenía por delante." 
| "Boyer realmente hizo una buena carrera. Hizo una buena jugada, pero una jugada así tiene como un 5% de posibilidades de salir bien... No había forma en el mundo de que yo hubiera podido ayudar a Boyer en los últimos 400 metros. Lo único que yo pude haber hecho hubiera sido frenar y causar un accidente en el pelotón y con suerte detener a Saronni. Quiero decir, ¿qué tipo de táctica es esa? Especialmente en un Campeonato Mundial" ——Greg LeMond en respuesta a las críticas que recibió por su actuación en la carrera de ciclismo de ruta masculina en el Campeonato Mundial en 1982. |

LeMond fue apoyado por su compañero de equipo George Mount, quien dijo: "¿Qué va a hacer LeMond? ¿Lanzar su bicicleta delante de todo el mundo porque Boyer es amigo de todos?... ¡diablos, no! — va a empezar a acelerar porque faltan menos de 200 metros para terminar y hace un par de cientos de metros ya empezaron a esprintar. LeMond hizo un buen movimiento y una buena carrera... Boyer no iba a ganar esta carrera. Lo mejor que habría podido lograr hubiera sido un quinto o sexto puesto."
LeMond no pidió perdón. El equipo de Estados Unidos no estaba tan ajustado como los equipos europeos, y no existía una carrera independiente para determinar al campeón nacional. En su lugar, el ciclista que acabara en mejor posición en el campeonato mundial era considerado campeón nacional. LeMond estaba a favor de que el equipo compitiera como los equipos europeos pero los directores del equipo y Boyer votaron en su contra. Por tanto, a diferencia de los otros equipos en el campeonato mundial, los ciclistas de Estados Unidos competían entre ellos. Con 21 años, LeMond fue el primer ciclista profesional estadounidense en ganar una medalla en un Campeonato Mundial desde que Frank Krammer ganó la plata en 1912. LeMond dijo: "Yo compito por Renault y por mi mismo. Es un negocio y es mi vida. Para mi, ese segundo lugar fue casi tan bueno como haber ganado, especialmente con mi edad."
Dos semanas después, el 20 de septiembre de 1982, LeMond ganó el Tour de l'Avenir, una carrera de montaña de 12 días y 1347 km (837 millas), con un diferencia récord de 10 minutos y 18 segundos. La victoria, y el tiempo de ventaja final que consiguió, asombraron a Europa y proporcionaron una amplia confirmación de que LeMond era realmente un fuera de serie.
Al año siguiente, en 1983, LeMond ganó el Campeonato Mundial, convirtiéndose en el primer ciclista masculino estadounidense en lograrlo (las ciclistas Audrey McElmury y Beth Heiden lo habían ganado en 1969 y 1980, respectivamente). El talento ciclista de LeMond — su fuerza en general, su habilidad para la escalada, su habilidad para competir en contrarreloj y su capacidad para recuperarse rápidamente — sugerían que LeMond iba a ser un gran candidato para las Grandes Vueltas más exigentes.

### 1984-1986: Grandes Vueltas
LeMond corrió su primer Tour de Francia en 1984, terminando en tercer lugar como gregario del líder de su equipo, Laurent Fignon, y ganando el maillot blanco que se le otorga al joven mejor clasificado del Tour de Francia. El siguiente año fue contratado por el equipo La Vie Claire para apoyar al líder del equipo Bernard Hinault, quien había retomado su forma física y estaba intentando ganar su quinto Tour. El empresario francés y dueño del equipo Bernard Tapie firmó con LeMond un contrato de un millón de dólares por tres años. En la carrera, Hinault fue líder en las primeras etapas de montaña, pero sufrió un caída y tuvo dificultades. A estas alturas estaba claro que LeMond era un ciclista en la élite, capaz de ganar el Tour por derecho propio. LeMond poseía un talento natural para rodar en las Grandes Vueltas y se hacía más fuerte durante el transcurso de una carrera de tres semanas. Hinault, herido, era vulnerable y sus competidores lo sabían. La etapa 17 incluía tres grandes subidas en los Pirineos. En la segunda, en el Col du Tourmalet, LeMond siguió a Stephen Roche en un ataque, pero no obtuvo permiso para ayudar a aumentar la diferencia. Los directores de su equipo La Vie Claire ordenaron a LeMond, de 24 años, no tirar con Roche, si no ir a rueda de él, táctica en la que el ciclista que va a la zaga utiliza el ciclista que va delante como protección para disminuir la resistencia del viento de tal forma que necesita hacer menos esfuerzo. El ritmo de Roche finalmente disminuyó y otros ciclistas alcanzaron a los dos hombres. Hinault también se recuperó aunque no logró alcanzar al grupo puntero. Al final de la etapa LeMond estaba tan frustrado que se le saltaban las lágrimas. Más tarde reveló que los directores del equipo y su entrenador Paul Köchli le habían engañado en relación con la distancia a la que se había quedado Hinault durante la crucial etapa de montaña 17 Hinault ganó el Tour de 1985 y LeMond quedó en segundo lugar a un minuto y 42 segundos. LeMond rodó como un leal lugarteniente y gracias a su ayuda Hinault logró su quinto Tour. Como agradecimiento por su sacrificio, Hinault prometió ayudar a LeMond para ganar el Tour al año siguiente.

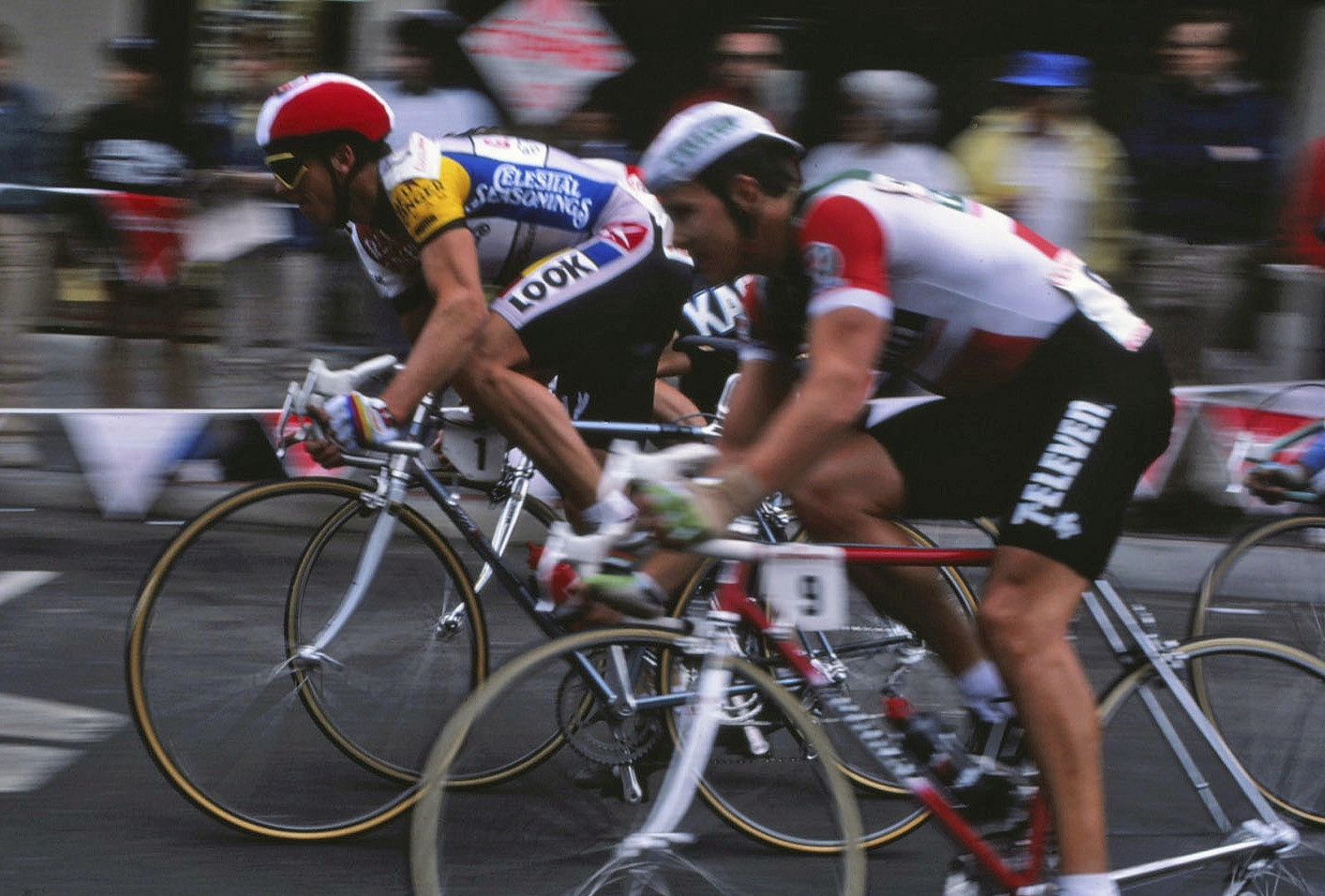
LeMond (izquierda) en el Coors Classic de 1986

En el Tour de 1986, LeMond e Hinault eran colíderes del equipo La Vie Claire. Mientras la carrera se acercaba, el apoyo de Hinault estaba cada vez menos seguro. Una condición no hablada era que su ayuda dependería en que LeMond demostrara que él era el mejor ciclista. Hinault estaba en excelente forma y tenía la oportunidad de ganar un sexto Tour sin precedentes. Hinault dejó que la en la etapa 9 de contrarreloj individual se decidiera que ciclista iba a tener todo el apoyo del equipo La Vie Claire. Hinault ganó la etapa 9 de contrarreloj, terminando 44 segundos por adelante de LeMond. LeMond tuvo mala suerte durante la etapa, ya que ponchó una llanta y requirió un cambio de rueda, posteriormente en la etapa necesitó un cambio de bicicleta cuando rompió una rueda. Estaba frustrado con el resultado y el impacto que este iba a tener en la manera en la que el equipo funcionaría el resto de la carrera. En la etapa 12, la primera etapa de montaña de la carrera en los Pirineos, Hinault atacó al grupo líder y ganó una ventaja general. Al final de la etapa 12, Hinault tenía una ventaja sobre LeMond y los demás líderes de 5 minutos. Él dijo que estaba tratando de dejar fuera a los rivales de LeMond, pero ninguno de estos ataques fueron planeados con LeMond. Estaba claro que él estaba dispuesto a competir agresivamente y tomar ventaja en las oportunidades que se le presentaran. LeMond nunca fue puesto en dificultad, más que por su compañero de equipo. Al día siguiente, Hinault dejó al grupo al principio de la etapa pero después fue alcanzado y dejado por LeMond al final de la etapa 13, lo que permitió que LeMond ganara cuatro minutos y medio. Las siguientes tres etapas llevaron al Tour a los Alpes. En la etapa 17 LeMond y Urs Zimmermann botaron a Hinault del grupo líder y al final del día LeMond obtuvo el maillot amarillo como líder de la carrera, la primera vez que había sido usado por un ciclista de Estados Unidos. El día siguiente en los Alpes, Hinault atacó de nuevo en la primera subida pero fue retirado. Intentando escaparse en el descenso, fue incapaz de separarse de LeMond. Ambos líderes del equipo La Vie Claire eran excelentes en las bajadas. Mientras subían la siguiente colina siguieron separándose del grupo y manteniendo la brecha al alcanzar la base de la escalada final, el Alpe d'Huez. Pasaron a través de la gente, subiendo los 21 zig zags de Alpe d'Huez y llegaron juntos a la cumbre. LeMond puso un brazo alrededor de Hinault y le sonrió y le dio el triunfo como un signo de unidad, pero la pelea interna no había terminado. Hinault atacó de nuevo en la etapa 19 y tuvo que ser traído de nuevo por sus compañeros Andy Hampsten and Steve Bauer. Hablando de la situación del equipo antes de la última etapa de contrarreloj individual en la etapa 20, LeMond dijo el siguiente comentario con una sonrisa torcida: "El me ha atacado desde el principio del Tour de Francia. No me ha ayudado ninguna vez y no siento confianza en absoluto con él."

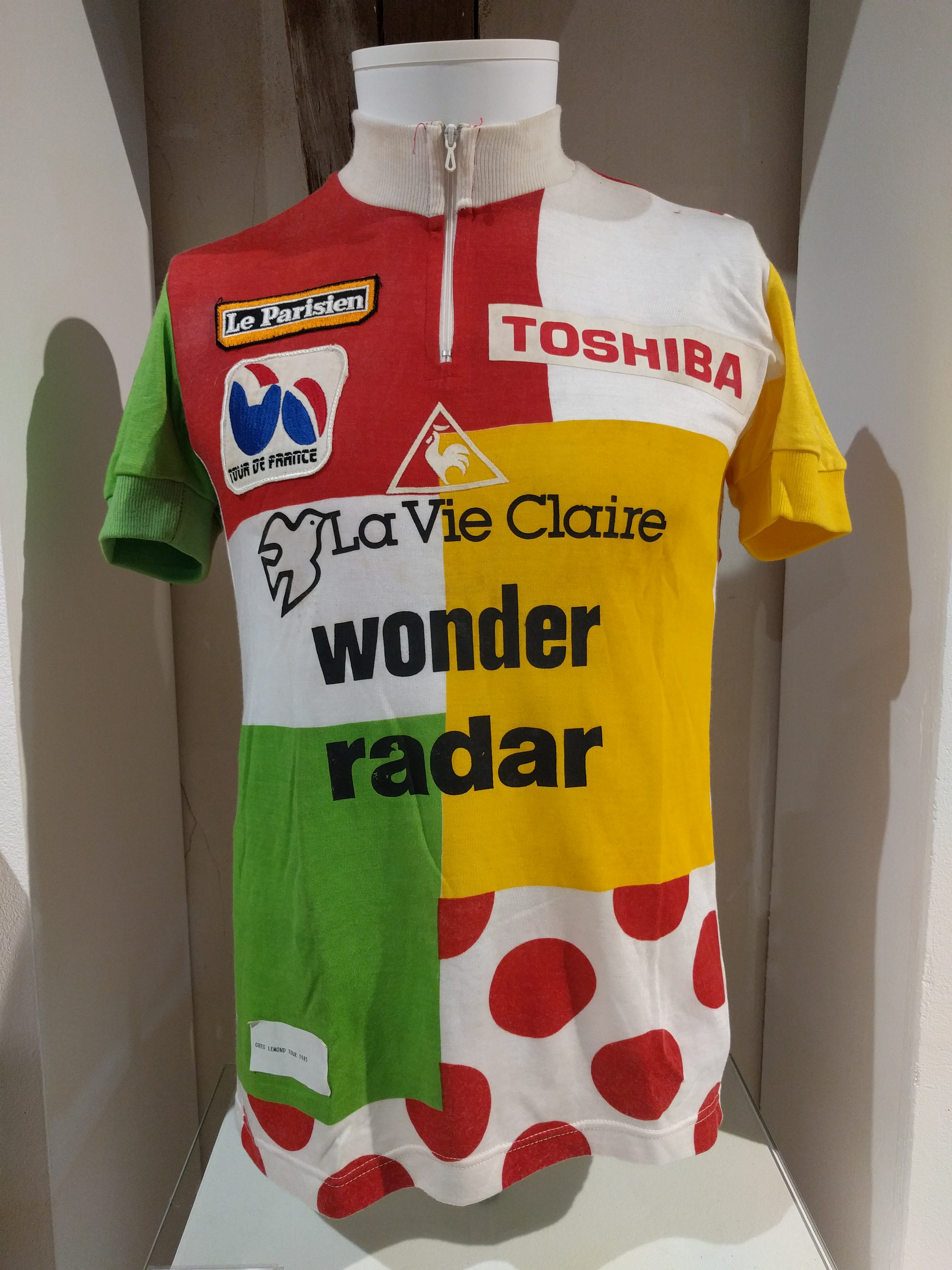
Maillot de combinada de LeMond, Tour de Francia 1985.

LeMond tuvo que mantener un ojo en su compañero de equipo a lo largo de la carrera. Hinault compitió de manera agresiva y atacaba repetidamente, la división en el equipo La Vie Claire era inconfundible. LeMond mantuvo el maillot amarillo hasta el final de la carrera y ganó su primer Tour, pero se sintió traicionado por Hinault y por los líderes del equipo La Vie Claire. LeMond después dijo que el Tour de 1986 fue la carrera más difícil y llena de tensión de su carrera.

### 1987-1988: Accidente y recuperación
LeMond planeaba defender su título en el Tour de Francia de 1987 con La Vie Claire, pero no pudo participar. A principios de ese año, mientras competía en la carrera de primavera Tirreno-Adriático, LeMond se cayó y se fracturó la muñeca izquierda. Regresó a Estados Unidos a recuperarse. Una semana antes de regresar a Europa, se fue a cazar pavos a un rancho en el que su padre era codueño en Lincoln, California, en la parte de abajo de las montañas de Sierra Nevada. LeMond estaba con Rodney Barber y Patrick Blades, su tío y su cuñado. El trío se separó cuando Blades, que escuchó movimiento detrás de él, se volteó y disparó a un arbusto. El movimiento había venido de LeMond, a quien le dieron en la espalda y el lado derecho con un disparó de aproximadamente 60 perdigones de tamaño 2. Las heridas de LeMond amenazaban su vida, pero por suerte, un helicóptero de policía estaba en el aire cerca de la escena y llevó a LeMond en un vuelo aéreo médico de 15 minutos al Centro Médico de la Universidad de California-Davis. LeMond tuvo una cirugía de emergencia. Había sufrido neumotórax en su pulmón derecho y había sangrado mucho, perdiendo el 65% de su volumen de sangre. El doctor le informó después a LeMond que si hubiera sangrado por 20 minutos más se hubiera desangrado. La operación le salvó la vida, pero 4 meses después desarrollo unas pequeñas obstrucciones intestinales por las adherencias que se formaron después del accidente. Se sometió a otra cirugía para aliviar la obstrucción y quitar las adherencias. LeMond estaba preocupado de que el equipo lo dejara si se enteraban de que el accidente había requerido una segunda operación, por lo que les dijo a los doctores que le quitaran el apéndice al mismo tiempo. Después informó al equipo de que le habían quitado el apéndice pero el resto de la historia quedó un poco incierta. Los eventos terminaron de manera efectiva en la temporada de 1987 y en octubre anunció que iba a regresar a competir el siguiente febrero, con el equipo Dutch PDM.
Con 35 perdigones de escopeta en su cuerpo, incluyendo tres en el forro de su corazón y cinco más incrustados en su hígado, LeMond intentó regresar a competir en 1988. Su regreso se vio obstaculizado por sobre entrenamiento, lo que resultó en una tendinitis en su espinilla derecha lo que requirió una cirugía. Se perdió el Tour por segundo año consecutivo. La tensión entre LeMond y PDM fueron agravadas cuando LeMond descubrió que había dopaje en el equipo PDM. El resultado fue que LeMond se fue de PDM, uno de los equipos más fuertes en el pelotón, a ADR, un equipo basado en Bélgica. El equipo estaba copatrocinado por Coors Light para carreras americanas. El trato se cerró en año nuevo, algunas horas antes de que LeMond se hubiera visto obligado legalmente a competir otra temporada por el equipo neerlandés. Unirse al equipo belga ADR le permitía a LeMond seguir compitiendo, pero con compañeros como Johan Museeuw que eran mejores compitiendo en clásicos que en Grand Tours.

### 1989: Regreso a nivel elite
Después de la lucha en 1989 en la carrera de París-Niza a principios de temporada y no pudiendo mejorar su condición, LeMond le informó a su esposa Kathy que pensaba retirarse del ciclismo profesional después del Tour de Francia de 1989. Tuvo algunos destellos de forma en la carrera de dos días Critérium International, compartiendo un escape con Fignon, Induráin, Mottet, Roche y Madiot y terminando en quinto lugar general. Empezó el Giro de Italia de 1989 en mayo como preparación para el Tour que venía, pero tuvo dificultades en las montañas y no estaba cerca de los maillots de los líderes antes de los últimos 53 kilómetros de contrarreloj individual dentro de Florencia. LeMond quedó en un sorprendente segundo ahí, con una ventaja de más de un minuto sobre el primer lugar general Laurent Fignon. Atribuyó a algunas de las mejoras un tratamiento anti anemia que recibió dos veces durante la carrera.

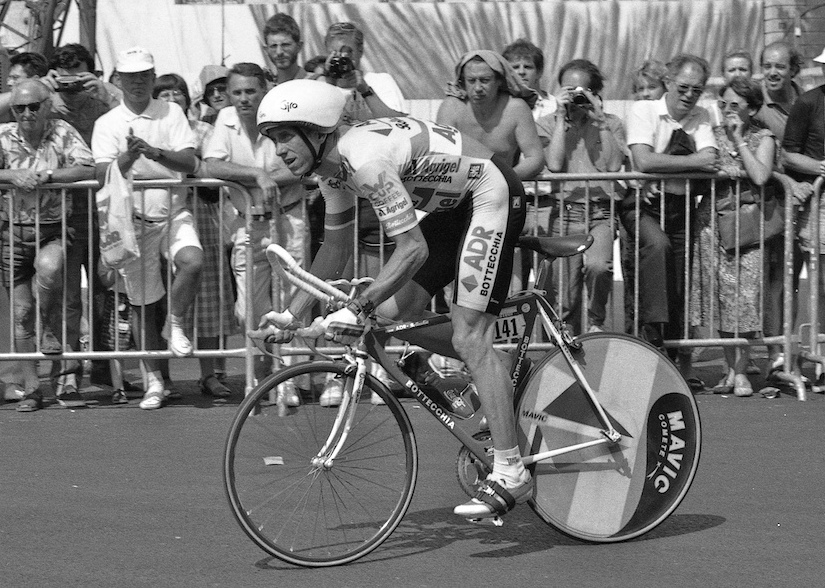
LeMond empieza la última contrarreloj del Tour de Francia de 1989

En el Tour de Francia de 1989, LeMond no era considerado como un candidato para la clasificación general (GC). Su esperanza más optimista era terminar su último Tour en los primeros 20. Sin el peso de las expectativas y otras presiones de ser un favorito del Tour, LeMond sorprendió a los observadores con una fuerte rodada en los 7.8 kilómetros (7800 m) en Luxemburgo, terminando en cuarto de 198 ciclistas. Impulsado por el resultado, LeMond continuó rodando bien en las etapas planas del principio, ganando la etapa 5 de contrarreloj individual que eran 73 kilómetros (73 000 m) y ganando el maillot amarillo de líder de la carrera por primera vez en tres años. LeMond estaba compitiendo en una mejor condición en las etapas planas de la primera semana y estaba entrando en pico cuando el Tour alcanzaba las etapas de montaña. LeMond permaneció al frente de la carrera en los Pirineos, pero perdió el lugar de líder contra su excompañero y rival Laurent Fignon en la etapa 10 en Superbagneres. Cinco días después LeMond obtuvo de nuevo el maillot amarillo en los Alpes, después de 39 kilómetros (39 000) en la etapa 15 de contrarreloj en montaña desde Gap a Orcières-Merlette. La batalla oscilatoria continuaba y cuando Fignon atacó en las laderas superiores de Alpe d'Huez LeMond no fue capaz de ir con él, lo que hizo que Fignon ganara de nuevo el maillot amarillo. Fignon tenía una ventaja de 50 segundos sobre LeMond cuando llegaron a la etapa final, la etapa 21. Una contrarreloj individual de 24.5 kilómetros de Versailles a Champs-Élysées en París.
Fignon había ganado el Tour dos veces anteriormente, en 1983 y en 1984, y era muy capaz en la contrarreloj. Parecía improbable que LeMond pudiera ganarle 50 segundos a Fignon en este curso corto. Esto requeriría que LeMond le ganara 2 segundos por kilómetro a uno de los cronoespecialistas. Compitió en la contrarreloj con una rueda trasera de disco, un casco aerodinámico de Giro y las mismas aerobarras Scott que le habían ayudado cuando ganó la contrarreloj de la etapa 5. Con su posición de contrarreloj LeMond fue capaz de generar menos resistencia aerodinámica que Fignon, quien utilizó un par de ruedas de disco pero decidió no usar casco y tampoco aerobarras, las cuales, ahora son muy comunes en las pruebas de contrarreloj. Les dijo a los del coche de soporte que no le dijeran sus tiempos parciales, LeMond compitió de plano y terminó con un paso récord ganándole a Fignon por 8 segundos, reclamando su segunda victoria del Tour de Francia. Mientras LeMond abrazaba a su esposa y festejaba en Champs-Élysées, Fignon colapsó en el asfalto, después se sentó en shock y lloró.
El margen final de la victoria de 8 segundos ha sido el más cercano en la historia del Tour. El promedio de velocidad de 54,545 kilómetros por hora de Lemond en la etapa 21 de contrarreloj fue, en ese tiempo, la más rápida en la historia del Tour. Desde 1994 y prólogos de 2015, solo la contrarreloj de David Zabriskie en 2005 ha sido más rápida La prensa inmediatamente a la actuación de LeMond como "la victoria más asombrosa en la historia del Tour de Francia," y mientras LeMond admitía que se sentía casi como "demasiado bueno para ser cierto," personalmente dijo que fue "mucho más satisfactorio" que su victoria en el Tour de 1986.
El regreso de LeMond a la cumbre del ciclismo fue confirmada el 27 de agosto, cuando ganó el Campeonato Mundial de Ciclismo de Ruta de 259 kilómetros en Chambéry, Francia, ganándole de nuevo a Fignon y superando a Dimitri Konyshev y Sean Kelly en la línea. Fignon atacó repetidamente  en la húmeda y traicionera etapa final, pero LeMond y un grupo selecto atrapó a su rival y después LeMond hizo un perfecto sprint para obtener el título. Fignon terminó en sexto. LeMond fue únicamente la quinta persona en la historia en ganar el Tour de Francia y el Campeonato Mundial el mismo año. En diciembre, la revista Sports Illustrated llamó a LeMond su "Deportista del año", siendo esta la primera vez que un ciclista recibía este honor.

### 1990: Una tercera victoria en el Tour

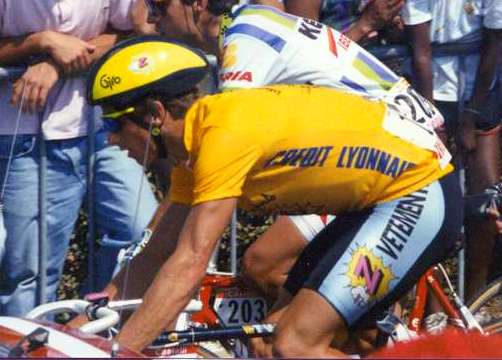
LeMond como líder del Tour de Francia de 1990

La victoria y éxito de 1989 de LeMond se vieron reflejadas en la firma de un contrato de $5.5 millones, en ese entonces el contrato de más dinero en la historia del deporte, de 3 años con Z-Tomasso de Francia. Entró al Tour de Francia de 1990 como el campeón defensor y como un favorito antes de la carrera después de dejar el ADR para unirse al equipo Z-Tomasso, que era mucho más fuerte. En "Z", sus compañeros de equipo eran Robert Millar, Eric Boyer y Ronan Pensec, todos ellos habían terminado en los primeros seis del Tour de Francia. Esta lista unificada de ciclistas fuertes eran capaces de apoyar a LeMond en las montañas y controlar la carrera en los planos.
La táctica del equipo fue puesta en práctica el primer día, cuando una escapada en la que estaba el compañero de LeMond, Ronan Pensec, pero ningún gran favorito, llegó 10 minutos llegó por delante del campo. A LeMond le impidieron luchar por ser líder hasta que el maillot amarillo dejara de estar en los hombros de su compañero Ronan Pensec. LeMond se acercó al líder de la carrera Claudio Chiappucci, y logró ganarle en la última contrarreloj individual en la etapa 20, en la que terminó dos minutos adelante del italiano. Por fin LeMond tenía el maillot amarillo y lo usó al día siguiente mientras el Tour llegaba a París. LeMond tuvo la distinción de haber ganado el Tour de 1990 sin haber ganado ninguna de las etapas individuales. Sigue siendo el único ciclista que ha ganado el Tour después de haber ganado el campeonato mundial. A lo largo del Tour de 1990 la fuerza percibida del equipo Z fue confirmada, mientras mantuvieron el primer lugar en la clasificación por equipos durante la mayor parte de la carrera y también añadiendo el título del equipo al maillot amarillo de LeMond.
En septiembre, LeMond intentó defender su título en el Campeonato Mundial de Ciclismo de Ruta de 1990 pero quedó en cuarto lugar, 8 segundos atrás de su antiguo compañero de equipo Rudy Dhaenens de Bélgica.

### 1991-1994: Cambio en el pelotón y jubilación
LeMond se sentía seguro antes del Tour de Francia de 1991. Era el defensor del título, había entrenado bien y tenía un buen equipo como apoyo. LeMond se encontraba dentro de los líderes al entrear a la etapa 6 de contrarreloj individual y terminó en segundo después del español Miguel Induráin. LeMond sentía que estaba rodando demasiado bien y aunque su esfuerzo en la contrarreloj lo llevó a ganar el maillot amarillo, perder 8 segundos contra Induráin sacudió su confianza. Mantuvo el maillot amarillo los siguientes cuatro días, hasta la etapa 12, un reto de 192 kilómetros (192 000 m) en la montaña. LeMond experimentó cierta dificultad en la primera subida y reventó en Col du Tourmalet, perdiendo tiempo importante contra Claudio Chiappucci y el ganador final, Induráin. Siguió compitiendo, pero no fue capaz de desafiar seriamente al líder, terminando el Tour de 1991 en séptimo lugar.
En 1992, LeMond ganó el Tour DuPont. Fue una de las últimas grandes victorias de su carrera. En el Tour de Francia de 1992, abandonó en la etapa de las montañas, el mismo día que su compatriota y antiguo gregario Andy Hampsten ganó en la cima de Alpe d'Huez. LeMond dijo que era un dolor por el asiento muy serio lo que lo hizo abandonar, pero previamente había dicho lo siguiente, "Mi escalada no está como de costumbre. He escalado mucho mejor en los Tours pasados. Este año no me siento como yo mismo."

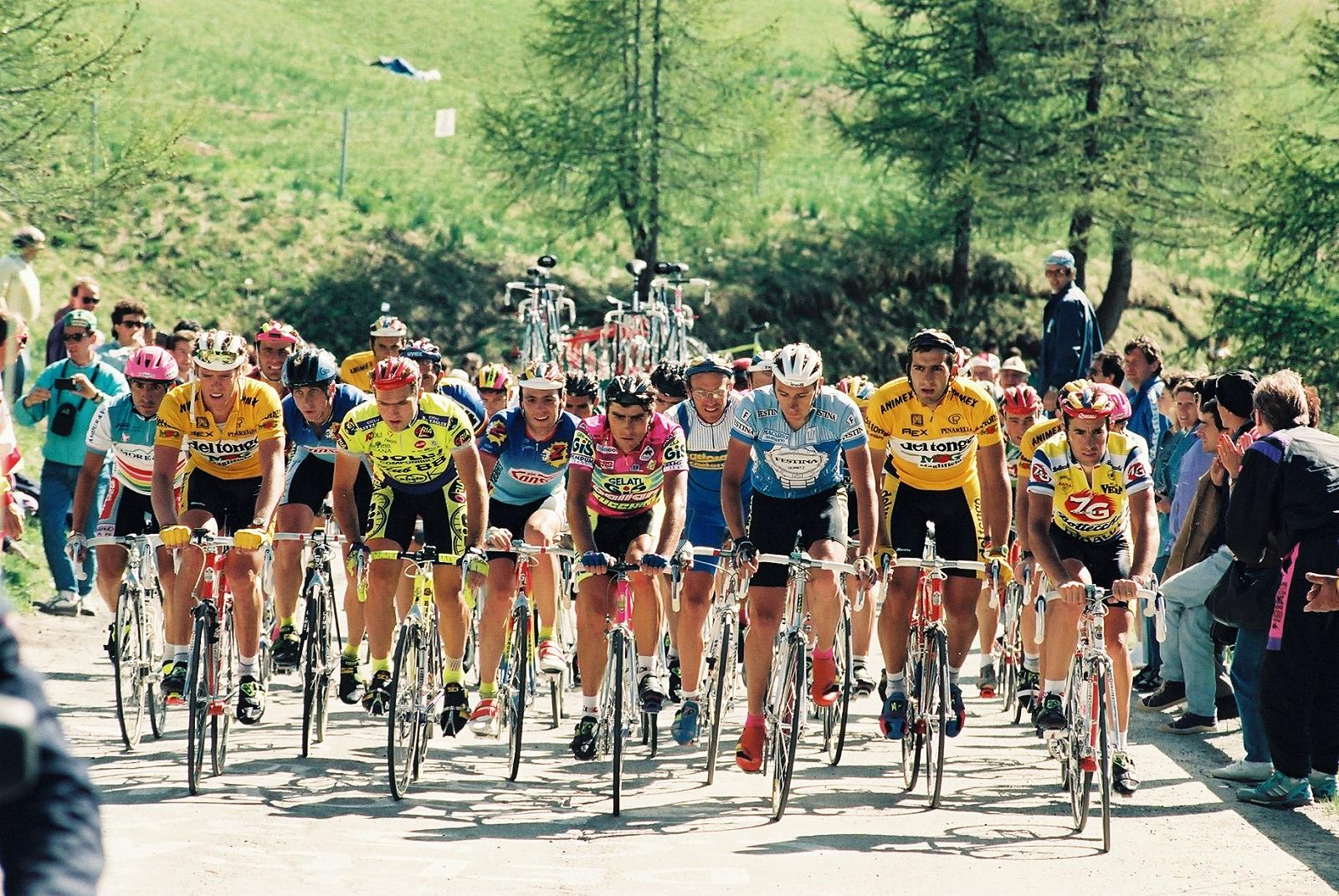
Excampeones del Tour Greg LeMond (cuarto desde la izquierda) y Laurent Fignon (centro) subiendo con el "autobús" a Sestriere en la etapa 13 del Giro de Italia de 1991

LeMond hizo un amplio entrenamiento de resistencia el siguiente invierno, pero su rendimiento en primavera no mostraba mejoría. LeMond tuvo que abandonar el Giro de Italia de 1993 dos días antes de la etapa final después de una carrera difícil que lo dejó en antepenúltimo en GC. Estaba demasiado cansado para entrar al Tour de Francia de 1993. Después de la temporada de 1993, LeMond contrató al renombrado psicólogo neerlandés Adrie van Diemen para que lo aconsejara en una nueva técnica para monitorear su entrenamiento y medir su rendimiento. El entrenamiento (SRM) medidor de potencia de ciclismo usaría el watt como guía para la potencia de salida. En noviembre de 1993, LeMond le confió a Sam Abt que la potencia en watts se convertiría en la métrica clave. Los watts han ganado amplia aceptación como la mejor medida del rendimiento del entrenamiento de un ciclista.
El siguiente año LeMond empezó el Tour de Francia de 1994 pero se dio cuenta de que no podía competir de manera efectiva. Tuvo que abandonar después de la primera semana antes de que la carrera llegara a las etapas difíciles de montaña. En diciembre anunció su jubilación. En ese tiempo las razones de las dificultades de LeMond no se conocían por completo. En una pérdida, el especuló que una condición conocida como miopatía mitocondrial podría ser la responsable de las dificultades que estaba teniendo para competir con los demás ciclistas. Sin embargo, en 2007 LeMond especuló que podría no tener esa condición después de todo y sugirió que la toxicidad por el plomo de los residuos de los perdigones del disparo que todavía estaban en su cuerpo podrían ser los responsables, y los efectos de estos aumentaban con el sobreentrenamiento.
Desde 2010 LeMond admitió que el aumento del predominio del dopaje contribuyó a su falta de competitividad. LeMond dijo: "Algo ha cambiado en el ciclismo. Las velocidades eran más rápidas y los ciclistas a los que antes les ganaba ahora me estaban ganando. En ese tiempo, el equipo en el que estaba, Equipo Z, se volvió más y más demandante, más y más preocupado..."  Él afirmó que en 1994 le dijeron que iba a necesitar un dopaje sanguíneo si quería volver a ganar. LeMond no se concentró únicamente en doparse por sus dificultades. Le admitió francamente a Abt en 1999 lo siguiente: "Supuse que tenía 3 meses para que todo saliera bien después del accidente de caza," tres meses en los que ganó dos Tours y un Campeonato Mundial de Ciclismo de Ruta. "El resto era puro sufrimiento, lucha, fatiga, siempre cansado."
En una entrevista de amplio alcance con el Novelista estadounidense Bryan Malessa en 1998, LeMond fue cuestionado si su carrera no hubiera sido interrumpida por el accidente de caza, como se sentiría si se comparara con 5 veces ganadores del Tour como Bernard Hinault y Miguel Induráin. LeMond respondió: "Por supuesto que no se puede reescribir la historia, pero estoy seguro que hubiera ganado cinco Tours."
Dos años después de su jubilación, LeMond fue instalado en el Salón de la Fama de Ciclismo de Estados Unidos en una ceremonia en el Parque Rodale en Trexlertown, Pensilvania. El evento se llevó a cabo el 8 de junio de 1996, durante el proceso de selección para el equipo olímpico de ciclismo de Estados Unidos.
En julio de 2014, ESPN, anunció el estreno de una nueva 30 por 30 película titulada Slaying the Badger, la cual se centraba en LeMond y su excompañero de equipo Hinault en el Tour de Francia de 1986. La película está basada en el libro que lleva el mismo nombre, por Richard Moore y fue estrenada el 22 de julio de 2014 en ESPN.

## Negocios

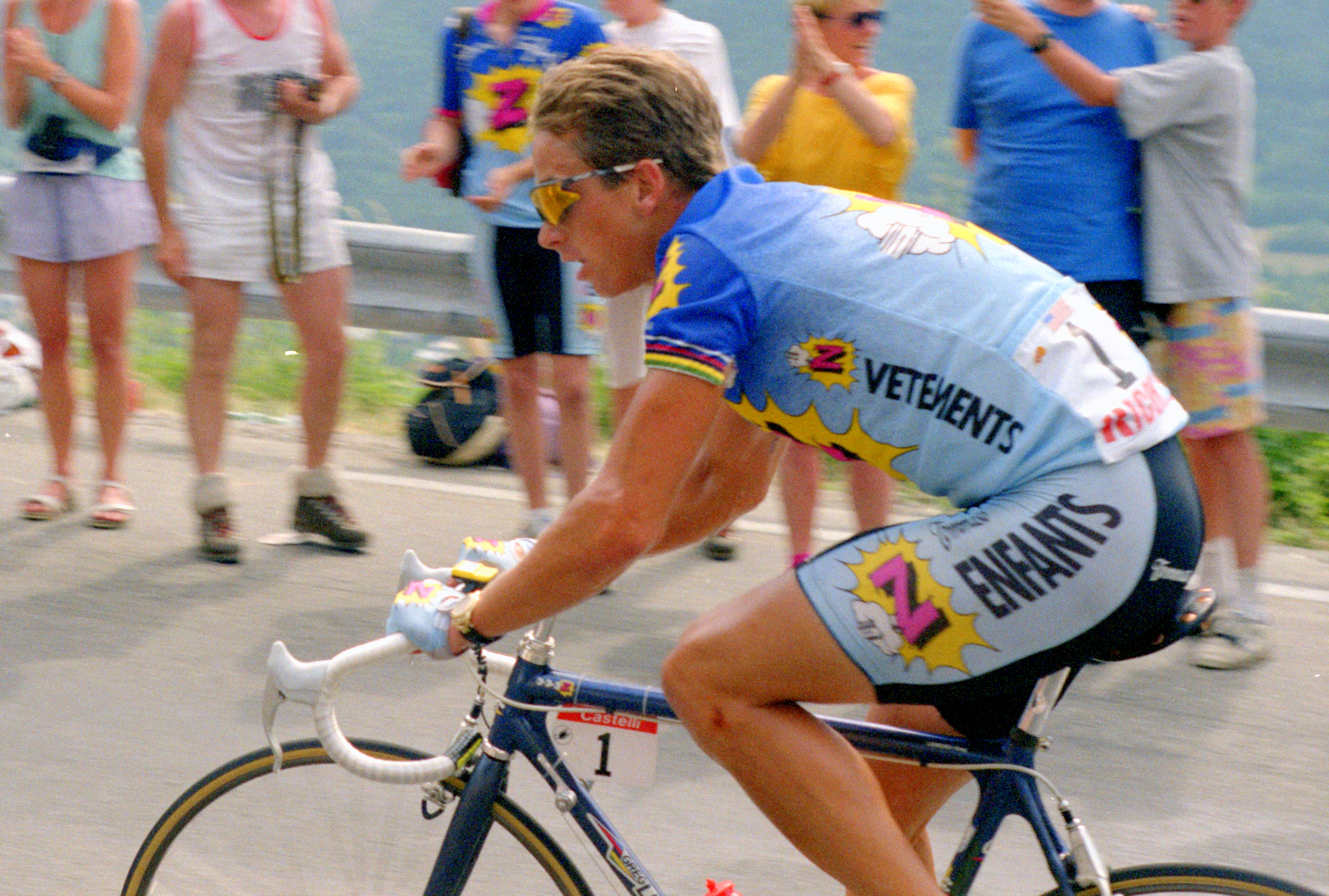
LeMond usando una bicicleta de fibra de carbono en el Tour de Francia de 1991

Greg LeMond fue un pionero en el uso de cuadros de bicicleta hechos de fibra de carbono en el ciclismo profesional de ruta en Europa, y su victoria en el Tour de Francia de 1986 contra Bernard Hinault fue la primera para una bicicleta con cuadro de fibra de carbono . Irónicamente, dada la rivalidad que existía en ese tiempo entre el estadounidense y su compañero de equipo francés, LeMond compitió con un modelo prototipo de Look "Bernard Hinault." ese año. LeMond también ganó el Tour de Francia de 1989, el Campeonato Mundial de 1989 y su último Tour de Francia en 1990 en cuadros de fibra de carbono . Estos cuadros de bicicleta impulsaron la marca de "Greg LeMond"

### Bicicletas LeMond
En 1990, LeMond fundó Bicicletas LeMond para crear máquinas para el mismo, que también serían comercializadas y vendidas al público. El siguiente año buscando equipo para el equipo Z en el Tour de Francia de 1991, LeMond concluyó una licencia exclusiva entre su compañía y Carbonframes, Inc., para tener acceso a la tecnología de esta compañía Mientras LeMond dirigía brevemente el Tour de 1991 en general, usando sus bicicletas con cuadros de fibra de carbono"Greg LeMond" la compañía finalmente falló, algo a lo que LeMond culpó fue la subcapitalización y la administración deficiente de su padre. Carbonframes y bicicletas LeMond  "se separaron de forma amistosa dos años después." En 1995, con compañía cerca de la bancarrota, LeMond llegó a un acuerdo con Trek, acordando que la compañía de Wisconsin fabricaría y distribuiría bicicletas diseñadas con LeMond, que serían vendidas bajo la marca de "Bicicletas LeMond". LeMond diría posteriormente que entrar en negocios con Trek "destruyó" la relación con su padre. La asociación lucrativa que generó ingresos para Trek en un exceso de $100,000,000 dólares, fue renovado varias veces a lo largo de 13 años, pero finalmente terminó en acrimonia después de que la relación de LeMond y Trek se deterioró con su abogacía por el antidopaje.
Las dos partes se encontraban al principio en desacuerdo en julio de 2001, después de que LeMond expresó públicamente su preocupación entre el doctor de dopaje italiano Michele Ferrari y el atleta estrella de Trek, Lance Armstrong. "Cuando escuché que estaba trabajando con Michele Ferrari estaba devastado," LeMond fue citado hablando de Armstrong. "Si Lance está limpio, entonces es el mayor regreso en la historia de los deportes, Si no está limpio entonces sería el fraude más grande."
El presidente de Trek John Burke presionó a LeMond para que se disculpara, diciendo, "Los comentarios públicos de Greg lastimaron la marca de LeMond y la de Trek." Burke supuestamente justificó su demanda de una disculpa, aconsejando que, "como un socio contractual, el [LeMond] podía criticar el dopaje solamente de manera general, no señalando con el dedo a atletas en específico, particularmente a uno que es el que más dinero le deja a la compañía."
En abril de 2009, Trek anunció que iba a dejar a Bicicletas LeMond de su línea de productos y que iba a demandar para romper el acuerdo con la licencia. De manera rápida surgió que en marzo de 2008, LeMond había metido una queja en contra de Trek por incumplimiento de contrato, diciendo que ellos no habían hecho sus "mejores esfuerzos" en intentar de vender sus bicicletas, también describiendo sus intentos de "silenciarlo" acerca del dopaje, incluyendo los incidentes de 2001 y 2004. Su queja incluía estadísticas detallando ventas lentas en algunos mercados, incluyendo el hecho de que entre septiembre de 2001 y junio de 2007, Trek solamente vendió $10,393 de las bicicletas de LeMond en Francia, un país en el que LeMond era famoso y popular.

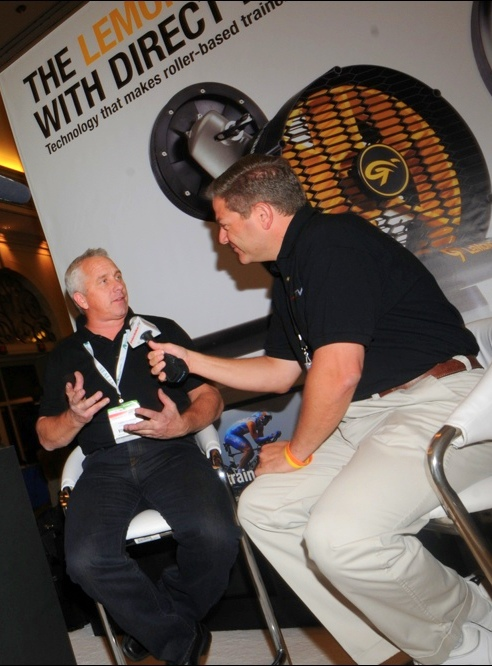
LeMond en el Interbike de 2010

Como fue prometido, Trek presentó una contra demanda y dejó de producir las bicicletas bajo la marca de LeMondAs. Después de casi dos años de litigio, en febrero de 2010, LeMond llegó a un arreglo fuera de la corte con Trek en su pelea de incumplimiento de contrato, los términos de este eran confidenciales. El arreglo permitía que el caso fuera descartado con parcialidad, es decir, "ningún lado puede usar los mismos reclamos en contra del otro en una futura demanda." Y a pesar de que los términos del arreglo no fueron revelados, LeMond obtuvo control completo del nombre de Bicicletas LeMond, mientras Trek hizo una donación de $200,000 dólares a la caridad de 1in6, de la cual LeMond era un miembro fundador de la junta de directores.

### Entrenamiento físico de LeMond
En 2002, LeMond, Bernie Boglioli y otros fundaron LeMond Fitness, Inc. "para ayudar a personas lograr sus metas y rendimiento deportivo y entrenar de una manera más efectiva." El negocio principal de la compañía es el desarrollo y producción de rodillos para bicicleta y bicicletas para ejercicio en el interior para consumidores en Estados Unidos e internacionales. LeMond es el presidente de la junta y según fuentes de la compañía "esta integralmente involucrado en el desarrollo y diseño de nuestros productos y programas." En 2012, Hoist Fitness negoció comprarle un interés a la compañía y anunció planes de mover su sede a las oficinas de Hoist en San Diego, CA. A finales de 2012, Greg LeMond compró Greg Revolution a Hoist, relanzando con un nuevo equipo de administración en Mineápolis. También formó LeMond LLC para introducir un conjunto de marcas a finales de 2013 y principios de 2014. El equipo de ciclismo profesional Garmin-Sharp renovó recientemente su patrocinio con LeMond para usar sus rodillos Revolution por otras tres temporadas. El equipo ha ganado varias etapas del Tour de Francia, más una clasificación general del Giro de Italia de 2012.

### Asociación con Time
En el show de comercio Interbike en septiembre de 2013, LeMond anunció que iba a regresar al negocio de la producción y ventas de bicicletas asociándose con la compañía francesa Time. La nueva línea empezó con una serie de bicicletas diseñadas de manera conmemorativa y también seguidas por modelos de ruta, ciclocrós y de ruta para grava. LeMond compró Time Sport USA, el distribuidor de Estados Unidos de la compañía. Él era responsable de la distribución en Estados Unidos de las líneas de la compañía de cuadros, bicicletas y componentes. LeMond dijo: "Estoy muy emocionado por estar de regreso en la industria de las bicicletas."

### Bienes raíces
En 2002 LeMond se unió con el amigo de sus suegros, David y Sacia Morris, Michael Snow y el gestor de fondos de J.P. Morgan & Co. Jorge Jasson para invertir en el exclusivo Yellowstone Club, una comunidad privada de esquí y golf en Montana fundada por Tim Blixseth y su esposa Edra. Cada uno de los cinco socios le pagó a Blixseth $750,000 por uno por ciento de las acciones del resort exclusivo. LeMond también compró varios lotes de edificios y mantuvo una propiedad en el resort. Cuatro años después LeMond y compañía demandaron a Blixseth en 2006, siguiendo reportes de un préstamo de Credit Suisse al resort de $375 millones de los cuales Blixseth reportó que había tomado $209 millones para un pago parcial en disputa por su participación de la propiedad. El préstamo de Credit Suisse estaba basado en una valoración Cushman & Wakefield del resort de $1.16 billones, para la cual LeMond y sus socios cada uno buscaba $11.6 millones por sus acciones del uno por ciento. En 2007, LeMond arregló su demanda con los Blixseths por $39 millones; sin embargo, el y sus socios permanecieron como acreedores ya que los Blixseths fallaron con un pago de $20 millones (después de haberle pagado al grupo $18 millones), seguido de su divorcio y la bancarrota del Club en 2009.

### Restaurantes
LeMond se convirtió en un restaurantero en agosto de 1990, cuando en asociación con su esposa y sus padres, abrió Scott Kee's Tour de France en la Avenida Francia en el suburbio de Mineápolis de Edina, Minnesota. LeMond describió el restaurante, que fue nombrado por su chef (el cuñado de LeMond), como "un sueño de cinco años hecho realidad." Explicando el origen del concepto, LeMond dijo, "Kathy y yo hemos comido en los mejores establecimientos en Francia, Italia y Bélgica. Nuestros favoritos siempre han sido lugares pequeños, en los que los dueños son familias." LeMond también se asoció con varias franquicias de Bruegger's bagel bakery-café .

## Radiodifusión
En 2014, LeMond se unió a Eurosport como comentarista para la parte de ciclismo del canal, haciendo análisis de París-Roubaix, el Giro de Italia y el Tour de France y presentando su propio programa cada mes LeMond of Cycling.

## Postura antidopaje y controversias

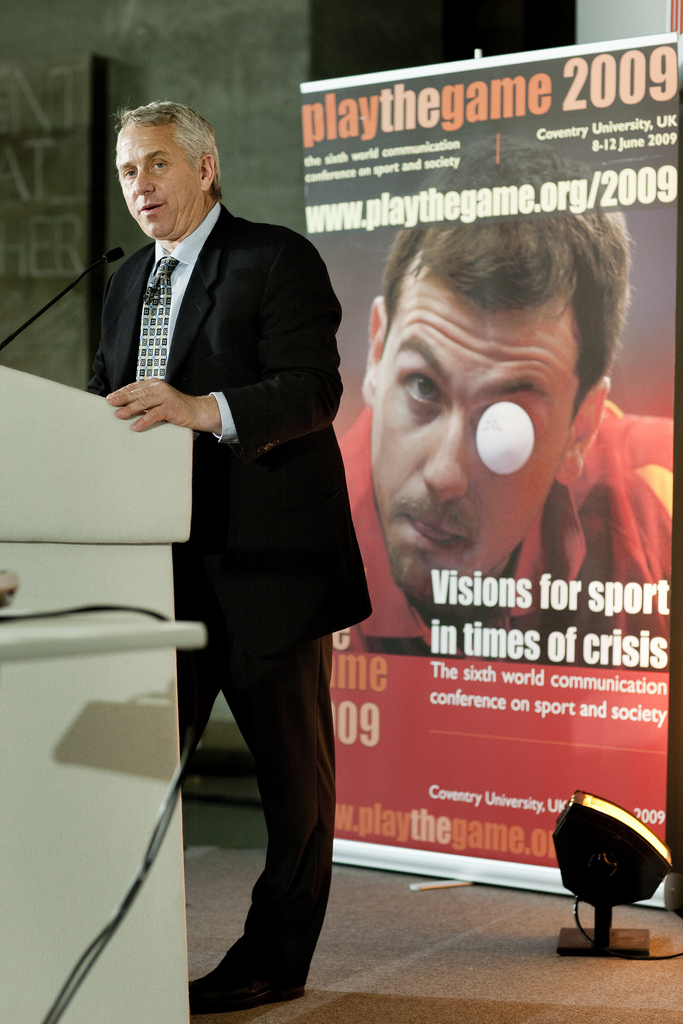
LeMond hablando en la conferencia de Play the Game en 2009

LeMond es un opositor de mucho tiempo del consumo de drogas para mejorar el rendimiento. Primero habló en expediente en contra del dopaje en el ciclismo después de haber ganado el Tour de Francia de 1989. LeMond recibió críticas intensas en 2001 cuando públicamente expresó sus dudas acerca de la legitimidad de las victorias en el Tour de Lance Armstrong después de que se enteró de su relación con el Dr. Michele Ferrari. Su franqueza lo puso en el centro de la controversia del antidopaje.
LeMond ha cuestionado consistentemente las relaciones entre ciclistas y doctores del deporte poco éticos como lo es Ferrari, y ha señalado que los productos de dopaje últimamente victimizan a los ciclistas profesionales que hacen uso de estos. LeMond dijo: "Cuando hablo de dopaje, la gente puede pensar que es acerca de los ciclistas. En realidad me siento como un abogado de los ciclistas. Los veo como si estuvieran siendo tratados como ratas de laboratorio que son vehículos de prueba para los doctores. Los doctores, los gerentes y los oficiales son los que han corrompido a los ciclistas. Los ciclistas son los únicos que pagan el precio."
Los conflictos más notables de LeMond han sido con los ciclistas del Tour, Lance Armstrong y Floyd Landis. También ha criticado a Alberto Contador, la UCI, y su expresidente, Pat McQuaid. En diciembre de 2012, LeMond dijo que se necesitaba hacer un cambio en el liderazgo de la UCI, y dijo que su lo era necesario, el podría ser el presidente para quitar el dopaje del ciclismo. LeMond dijo: "Es ahora o nunca. Después del terremoto causado por el caso de Armstrong, no va a surgir otra oportunidad. Yo estoy dispuesto a hacer esta institución más democrática, transparente y buscar al mejor candidato a largo plazo."
McQuaid rechazó a LeMond como nuevo líder y se mostró indiferente ante LeMond. Al final McQuaid fue vencido en un intento de su tercer periodo por el presidente del Ciclismo Británico Brian Cookson en el congreso de la UCI en septiembre de 2013, en Florencia, Italia. LeMond había apoyado a Cookson en la batalla por la presidencia de la UCI.

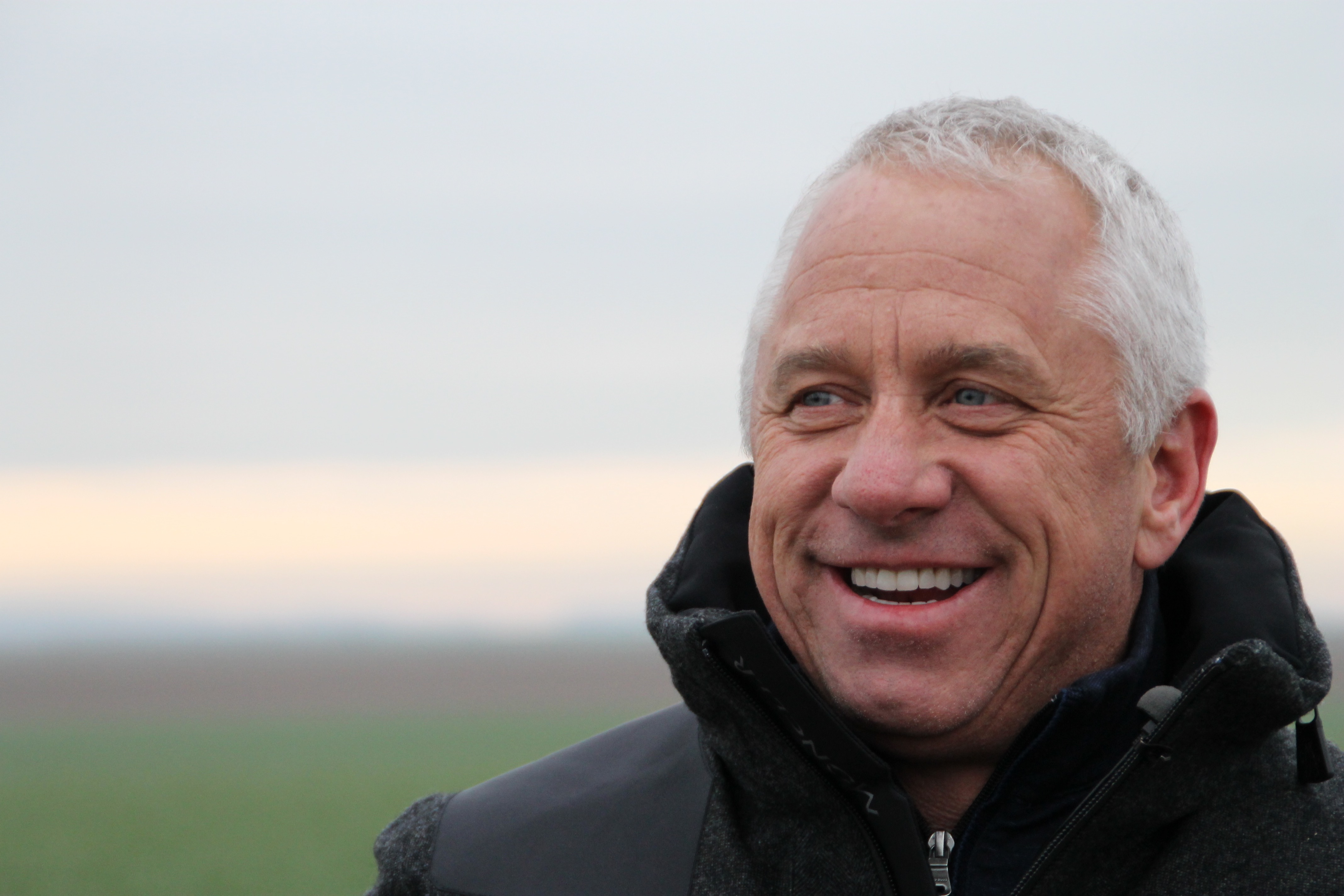
Greg LeMond en Carrefour de l'Arbre, cerca de Roubaix, en abril de 2015

## Vida personal
LeMond creció viviendo una vida activa al aire libre. Excursionar, cazar, esquiar y pescar son algunos de sus pasatiempos de niño. El rancho en el campo de la cordillera de Sierra Nevada se presta para hacer ese tipo de actividades. LeMond era un niño hiperactivo y piensa que estas actividades al aire libre le ayudaban a mantenerse fuera de problemas. "Yo era un niño que no podía estar quieto. Tenía problemas para concentrarme en la escuela. Los padres y maestros de ese entonces no tenían la habilidad para diagnosticar y ayudar con lo que hoy conocemos como el caso clásico de Trastorno por Déficit de Atención con Hiperactividad (TDAH). El TDAH no era un caso frecuente que requiere medicamentos como lo es ahora. Mi triunfo sobre los síntomas se encontraba encima de un asiento y de dos ruedas delgadas durante muchas millas polvorientas."  LeMond dijo: "Esa es una de las características. Es la incapacidad de sentarse [y escuchar] algo en lo que realmente no estás interesado y absorberlo. Si están interesados en algo, las personas con TDAH sobresalen en muchas maneras. Cuando yo empecé en el ciclismo, yo diría que el deporte en sí quitó una nube de mi cabeza. Era capaz de absorber cosas que leía. Cambió mi vida."
LeMond está casado con su esposa Kathy (previamente Kathy Morris) y juntos han tenido 3 hijos: dos varones, Geoffrey y Scott y una mujer, Simone; viven en Medina, Minnesota. Tras su jubilación, ha aumentado su implicación con movimientos filantrópicos relacionados con causas que lo han afectado personalmente (incluyendo TDAH y abuso sexual), y tanto él como Kathy están en el consejo la organización sin ánimo de lucro 1in6.
LeMond es un aficionado de las actividades al aire libre y un pescador con mosca, y en 1991, mientras todavía competía a tiempo completo, impuso el récord mundial en pesca voladora de un róbalo de boca pequeña en un carrete con una esclavina de cuatro libras. El récord fue certificado por el Salón de la Fama Nacional de Pesca de Agua Dulce en Hayward, Wisconsin. La pesca excedía el récord de tres libras, 6 onzas hecho en una esclavina del mismo tamaño en 1986. LeMond  confesó, "Yo siempre empaco mi equipo de pesca cuando voy a eventos de ciclismo. Pesco cada vez que tengo oportunidad de hacerlo."
Después de retirarse del ciclismo profesional, LeMond compitió en la serie Fórmula Ford de automovilismo. También es un orador motivacional y fue el invitado especial para Sumitomo Drive Technologies' International Sales Meeting en Cancún, México, el 2 de mayo de 2008. LeMond puso voz a un documental que ganó un premio para Adventures for the Cure ese mismo año.
| "Quería ser visto como una buena persona y no quería defraudar a nadie, pero encontraba difícil manejar la fama o la adulación. No me sentía digno de eso. Estaba avergonzado por quien yo creía que era porque me sentía en parte responsable [por el abuso] y nunca fui capaz de disfrutar las cosas que debí de haber sido capaz de disfrutar. Mi primer pensamiento cuando gané el Tour fue: "Dios mío, voy a ser famoso',y luego pensé, 'el va a llamar'. Siempre estaba esperando esa llamada telefónica. Vivía con miedo de que alguien se fuera a enterar." ——Greg LeMond explicando como se sentía con respecto a la fama que había conseguido. |

El 16 de julio de 2007, LeMond compitió en L'Étape du Tour ciclosportive con su hijo y lo encontró como un momento definitivo en su vida de poscompetencia. "tuve el mejor tiempo de mi vida," dijo a pesar de haber quedado en "el lugar 650" y de estar "impresionado de haber terminado." LeMond continuó, "decidí ese día que nadie va a impedir que deje de andar en bici, no Trek, no Armstrong, no Verbruggen, nadie." En ese tiempo, LeMond se refería a una serie de conflictos públicos y privados relacionados con su política antidopaje que ha obstaculizado su gozo del ciclismo. Especialmente significante fue la aparición de LeMond cono testigo de la USADA en el caso de dopaje de Floyd Landis. Mientras sucedía esto, en mayo de 2007, el gerente de negocios de Landis llamó y amenazó con publicar que LeMond fue una víctima de abuso sexual de niños, si se aparecía en la corte al día siguiente. De todas maneras, LeMond subió al estrado y testificó, antes de admitir al mundo que había sido abusado sexualmente.
Varias semanas después, LeMond y su esposa Kathy dieron una entrevista extensiva a Paul Kimmage de The Sunday Times. LeMond dio detalles adicionales a las circunstancias de cuando pidió perdón a Armstrong en 2001, diciendo que Trek, el fabricante y distribuidor de Bicicletas LeMond, le había amenazado con terminar la relación a instancias de Armstrong. Describió los dos años que siguieron y la disculpa obligada como lo peor de su vida, marcada por una conducta autodestructiva que lo llevó a contarle de su abuso sexual a su esposa y buscar ayuda. LeMond también describió como ser una víctima de abuso sexual había tenido un impacto tanto en su carrera profesional como en si vida.
En septiembre de 2007, Greg LeMond se convirtió en un miembro fundador de la junta de la organización sin fines de lucro 1in6.org, cuya misión es "ayudar a personas que han sufrido experiencias de abuso sexual en la infancia para que vivan vidas sanas y felices."
LeMond tuvo en un accidente de coche en la mañana del 30 de enero de 2013. Estaba manejando al dentista en Wayzata, Minnesota bajo condiciones de invierno y de hielo cuando perdió el control de su coche. LeMond sufrió una contusión y no tiene memoria del accidente. De acuerdo con la prensa, un reporte de policía de Plymouth dice que LeMond se salió del camino, chocó contra una valla y unos arbustos y luego contra un terraplén para después terminar en el patio de una casa. Según su esposa Kathy, LeMond pudo haber perdido la conciencia antes del accidente y también sufrió una fractura en su espalda y tuvo que usar un aparato ortopédico durante tres meses. El accidente disminuyó las apariciones públicas de LeMond durante la primera mitad de 2013, pero logró una recuperación completa.

## Palmarés
| 1982 - Tour del Porvenir, más 3 etapas - 2.º en el Campeonato del Mundo en Ruta - 1 etapa de la Tirreno-Adriático 1983 - Campeonato del Mundo en Ruta - Dauphiné Libéré, más 3 etapas - 1 etapa del Tour del Mediterráneo - Super Prestige Pernod International - Critérium de As 1984 - 3.º en el Tour de Francia, más clasificación de los jóvenes - 1 etapa de la Dauphiné Libéré | 1985 - 2.º en el Campeonato del Mundo en Ruta - 2.º en el Tour de Francia, más 1 etapa y la clasificación de la combinada - 3.º en el Giro de Italia - 3.º en el Super Prestige Pernod International 1986 - Tour de Francia, más 1 etapa y la clasificación de la combinada - 1 etapa del Giro de Italia - 2.º en el Super Prestige Pernod International 1989 - Campeonato del Mundo en Ruta - Tour de Francia, más 3 etapas 1990 - Tour de Francia 1992 - Tour DuPont, más 1 etapa |

## Resultados
Durante su carrera deportiva consiguió los siguientes puestos en Grandes Vueltas, vueltas menores y carreras de un día:

### Grandes Vueltas
| Carrera | Carrera         | 1980 | 1981 | 1982 | 1983 | 1984 | 1985 | 1986 | 1987 | 1988 | 1989 | 1990  | 1991 | 1992 | 1993 | 1994 |
| ------- | --------------- | ---- | ---- | ---- | ---- | ---- | ---- | ---- | ---- | ---- | ---- | ----- | ---- | ---- | ---- | ---- |
|         | Giro de Italia  | —    | —    | —    | —    | —    | 3.º  | 4.º  | —    | Ab.  | 39.º | 105.º | Ab.  | —    | Ab.  | —    |
|         | Tour de Francia | —    | —    | —    | —    | 3.º  | 2.º  | 1.º  | —    | —    | 1.º  | 1.º   | 7.º  | Ab.  | —    | Ab.  |
|         | Vuelta a España | —    | —    | —    | Ab.  | —    | —    | —    | —    | —    | —    | —     | —    | —    | —    | —    |

### Vueltas menores
| Carrera | Carrera                | 1980 | 1981 | 1982 | 1983 | 1984 | 1985 | 1986 | 1987 | 1988 | 1989 | 1990 | 1991 | 1992 | 1993 | 1994 |
| ------- | ---------------------- | ---- | ---- | ---- | ---- | ---- | ---- | ---- | ---- | ---- | ---- | ---- | ---- | ---- | ---- | ---- |
|         | París-Niza             | —    | —    | —    | —    | —    | —    | 3.º  | —    | —    | —    | —    | 33.º | 58.º | —    | —    |
|         | Tirreno-Adriático      | —    | —    | 3.º  | 9.º  | 5.º  | —    | —    | —    | 44.º | 6.º  | —    | —    | —    | —    | —    |
|         | Vuelta al País Vasco   | —    | —    | —    | —    | —    | 2.º  | —    | —    | —    | —    | —    | —    | —    | Ab.  | —    |
|         | Critérium del Dauphiné | —    | 3.º  | —    | 1.º  | 3.º  | —    | —    | —    | —    | —    | —    | —    | 11.º | —    | Ab.  |
|         | Vuelta a Suiza         | —    | —    | —    | 4.º  | —    | —    | 3.º  | —    | —    | —    | 10.º | 22.º | 4.º  | —    | 41.º |

### Clásicas, Campeonatos y JJ. OO.
| Carrera                | Carrera                | 1980 | 1981  | 1982 | 1983 | 1984 | 1985 | 1986 | 1987 | 1988 | 1989  | 1990 | 1991  | 1992 | 1993 | 1994  |
| ---------------------- | ---------------------- | ---- | ----- | ---- | ---- | ---- | ---- | ---- | ---- | ---- | ----- | ---- | ----- | ---- | ---- | ----- |
| Omloop Het Nieuwsblad  | Omloop Het Nieuwsblad  | —    | —     | —    | —    | —    | 4.º  | —    | 19.º | —    | 17.º  | —    | —     | 55.º | —    | —     |
| Kuurne-Bruselas-Kuurne | Kuurne-Bruselas-Kuurne | —    | —     | —    | —    | —    | —    | —    | —    | —    | —     | —    | —     | 52.º | —    | —     |
|                        | Milán-San Remo         | —    | —     | 17.º | 30.º | —    | —    | 2.º  | —    | —    | —     | —    | —     | 22.º | —    | 140.º |
| A Través de Flandes    | A Través de Flandes    | —    | —     | —    | —    | —    | —    | —    | —    | —    | —     | —    | —     | —    | 34.º | —     |
| E3 Harelbeke           | E3 Harelbeke           | —    | —     | —    | —    | —    | —    | —    | —    | —    | —     | —    | —     | —    | 98.º | 42.º  |
| Gante-Wevelgem         | Gante-Wevelgem         | —    | 112.º | 12.º | 12.º | 9.º  | 18.º | 19.º | —    | —    | —     | —    | 119.º | —    | —    | —     |
|                        | Tour de Flandes        | —    | —     | —    | —    | 15.º | 7.º  | 11.º | —    | 30.º | 63.º  | —    | —     | —    | 25.º | —     |
|                        | París-Roubaix          | —    | —     | —    | —    | —    | 4.º  | 30.º | —    | —    | —     | —    | 55.º  | 9.º  | —    | —     |
| Flecha Brabanzona      | Flecha Brabanzona      | —    | —     | —    | —    | —    | —    | —    | —    | —    | —     | —    | —     | —    | —    | 47.º  |
| Flecha Valona          | Flecha Valona          | —    | —     | —    | 10.º | 30.º | —    | 4.º  | —    | —    | —     | —    | —     | —    | —    | —     |
|                        | Lieja-Bastoña-Lieja    | —    | —     | —    | 78.º | 3.º  | 17.º | 14.º | —    | —    | —     | —    | —     | —    | —    | —     |
| Clásica San Sebastián  | Clásica San Sebastián  | 91.º | —     | —    | —    | —    | —    | —    | —    | —    | 113.º | —    | —     | —    | —    | —     |
| Campeonato de Zúrich   | Campeonato de Zúrich   | —    | —     | —    | —    | —    | —    | 4.º  | —    | —    | —     | 2.º  | —     | —    | —    | —     |
| París-Tours            | París-Tours            | —    | —     | —    | 4.º  | —    | —    | —    | —    | —    | —     | —    | —     | —    | —    | —     |
|                        | Giro de Lombardía      | —    | —     | —    | 2.º  | —    | —    | —    | —    | —    | —     | —    | —     | —    | —    | —     |
| Mundial en Ruta        | Mundial en Ruta        | —    | 47.º  | 2.º  | 1.º  | 27.º | 2.º  | 7.º  | —    | Ab.  | 1.º   | 4.º  | Ab.   | —    | —    | —     |

 —: No participa

Ab.: Abandona

X: Ediciones no celebradas

## Premios y reconocimientos
- Sports Illustrated Sportsman of the Year: 1989
- Jesse Owens International Trophy: 1991[171]
- Korbel Lifetime Achievement Award: 1992[172]
- En 2002 pasó a formar parte de la Sesión Inaugural del Salón de la Fama de la UCI.[173]

## Equipos
- Renault-Elf (1981-1984)
  - Renault-Elf-Gitane (1981-1983)
  - Renault-Elf (1984)
- La Vie Claire (1985-1986)
- Toshiba (1987)
- PDM-Concorde (1988)
- AD Renting (1989)
- Z/GAN (1990-1994)
  - Z-Tomasso (1990)
  - Z-Peugeot (1991)
  - Z-Lemond (1992)
  - GAN-Lemond (1993)
  - GAN (1994)

### Citas
1. 1 2  «Greg LeMond». Encyclopedia Britannica. Encyclopædia Britannica, Inc. Consultado el 24 de agosto de 2014.
2. 1 2  Moore p. 54
3. 1 2 3  Ottum, Bob (3 de septiembre de 1984). «Climbing Clear Up To The Heights». Sports Illustrated (Time Inc.). p. 2. Consultado el 24 de agosto de 2014.
4. ↑  «Cycling legend Greg LeMond comes to Meath!». Meath Local Sports Partnership. Meath Local Sports Partnership. 7 de septiembre de 2012. Archivado desde el original el 19 de abril de 2014. Consultado el 27 de noviembre de 2012.
5. ↑  «SCOUTING; LeMond Shot». The New York Times. The New York Times Company. 21 de abril de 1987. Consultado el 29 de noviembre de 2012.
6. ↑  «LeMond Accidentally Shot While Hunting». Schenectady Gazette. Sacramento, California. 21 de abril de 1987. p. 27. Consultado el 29 de noviembre de 2012.
7. ↑  MacLeary, John (20 de junio de 2010). «Tour de France great moments: Greg LeMond beats Laurent Fignon by eight seconds». The Daily Telegraph. London: Telegraph Media Group Limited. Consultado el 4 de enero de 2013.
8. ↑  «Tour de France legends: Greg LeMond». ITV.com. Archivado desde el original el 5 de abril de 2013. Consultado el 4 de enero de 2013.
9. ↑  Jacques Augendre (2012). Tour de France Guide Historique (PDF). Amaury Sport Organisation. Archivado desde el original el 31 de agosto de 2017. Consultado el 12 de julio de 2012.
10. 1 2  Rogers, Neal (25 de septiembre de 2014). «After the storm: An exclusive interview with Greg LeMond». VeloNews. Archivado desde el original el 28 de septiembre de 2014. Consultado el 27 de septiembre de 2014.
11. 1 2  Walsh, Matt. «A Meeting of Minds». Cycle Sport. Archivado desde el original el 16 de noviembre de 2012. Consultado el 10 de diciembre de 2012.
12. 1 2  «That's Tim as in timber». Denver Westword News. 12 de enero de 1994. Archivado desde el original el 26 de abril de 2010. Consultado el 14 de junio de 2016.
13. 1 2 3 4  Frothingham, Steve (8 de abril de 2008). «Trek announces an end to deal with Greg LeMond». VeloNews. Competitor Group, Inc. Archivado desde el original el 22 de diciembre de 2012. Consultado el 10 de diciembre de 2012.
14. 1 2  Epstein, David (18 de enero de 2013). «Kathy LeMond: Armstrong embarrassed, not truly sorry». SI.com. Archivado desde el original el 19 de octubre de 2013. Consultado el 16 de mayo de 2013.
15. ↑  «McQuaid dismisses LeMond's claim to lead UCI». Associated Press. 13 de diciembre de 2012. Archivado desde el original el 15 de diciembre de 2012. Consultado el 23 de mayo de 2013.
16. ↑  Lindsey, Joe (13 de diciembre de 2013). «LeMond Bikes Return for 2014». Bicycling.com. Archivado desde el original el 19 de febrero de 2014. Consultado el 13 de marzo de 2014.
17. ↑  LeMond, Greg; Gordis, Kent (1987). Greg LeMond's complete book of bicycling (1st edición). New York: Putnam Publishing Group. p. 16. ISBN 0-399-13229-5.
18. 1 2 3 4  Wilcockson, John (23 de septiembre de 2005). «Inside Cycling with John Wilcockson:The exceptionally gifted LeMond». VeloNews. Competitor Group, Inc. Archivado desde el original el 26 de febrero de 2015. Consultado el 24 de diciembre de 2012.
19. 1 2  LeMond p. 20
20. ↑  Nye
21. ↑  LeMond p. 22
22. 1 2 3  «Cycling Legend: Gearing Up – 70's- 80's». GregLeMond.com. Archivado desde el original el 2 de agosto de 2012.
23. 1 2  LeMond p. 24
24. ↑  «Circuit des Ardennes 1980». Cyclingarchvies.com. Consultado el 24 de diciembre de 2012.
25. ↑  «Circuit Cycliste Sarthe — Pays de la Loire 1980». CyclingFever.com. Consultado el 24 de diciembre de 2012.
26. ↑  LeMond p. 25
27. ↑  LeMond p. 26
28. ↑  «Lance Armstrong Wins Nevada City Classic». CBS 13. 21 de junio de 2009. Archivado desde el original el 25 de junio de 2009. Consultado el 16 de noviembre de 2010.
29. ↑  «Nevada City Classic 1980». Cyclingarchives.com. Consultado el 24 de diciembre de 2012.
30. ↑  LeMond p. 27
31. ↑  LeMond p.28
32. 1 2 3  «Climbing Clear Up To The Heights». Sports Illustrated (Time Inc.). 3 de septiembre de 1984. p. 1.
33. 1 2 3 4  Blumenthal p. 34
34. ↑  «Cyclisme sur route – Championnats du Monde 1982 : résultats Hommes». les-sports.info.
35. ↑  Blumenthal p. 33
36. ↑  Blumenthal p. 35
37. ↑  Moore pp. 67–69
38. ↑  Moore p. 69
39. ↑  Blumenthal p. 31
40. ↑  «Cycling Legend: Europe – Pro World Championship». GregLeMond.com. Archivado desde el original el 2 de agosto de 2012.
41. ↑  McGann p. 146
42. ↑  Farrand, Stephen (31 de agosto de 2010). «LeMond Remembers Fignon». Cycling News.
43. ↑  Moore p. 132
44. ↑  McGann p. 153
45. 1 2 3 4  McGann p. 161
46. ↑  Moore p. 148
47. 1 2  Moore p. 149
48. ↑  «Cycling Legend: Controversy – Feud 1985». GregLeMond.com. Archivado desde el original el 2 de agosto de 2012.
49. 1 2 3 4  Malessa, Bryan (1998). «Once Was King: An interview with Greg LeMond». Roble Systems, Inc. Consultado el 15 de diciembre de 2012.
50. 1 2  Swift, E.M. (4 de agosto de 1986). «An American Takes Paris». Sports Illustrated (Time Inc.). p. 1. Consultado el 6 de junio de 2013.
51. ↑  Boyce, Barry (October 2005). «Top 25 All Time Tours #19: 1986 – LeMond Wins After Hinault's Betrayal». CyclingRevealed. CyclingRevealed. Consultado el 6 de junio de 2013.
52. 1 2  Moore p. 192
53. ↑  Moore p. 181
54. ↑  McGann p.165
55. ↑  McGann, Bill; McGann, Carol. «1986 Tour De France». Bike Race Info. Dog Ear Publishing. Consultado el 5 de junio de 2013.
56. ↑  Moore pp. 202–203
57. ↑  Moore p. 201
58. ↑  Trip Gabriel (9 de octubre de 1986). «Tour De Force». Rolling Stone Magazine. p. 82.
59. ↑  «Tour de France: LeMond Takes Lead, Yellow Jersey». Los Angeles Times (Serre-Chevalier, France: Los Angeles Times). Reuters. 21 de julio de 1986. Consultado el 6 de junio de 2013.
60. 1 2  Swift, E.M. (4 de agosto de 1986). «An American Takes Paris». Sports Illustrated (Time Inc.). p. 2. Archivado desde el original el 19 de septiembre de 2013. Consultado el 6 de junio de 2013.
61. 1 2  Moore p. 252
62. ↑  Ligget, Phil and Paul Sherwen (Narrators), Rodney Taylor (Producer) (1986). 1986 Tour De France (Video DVD). World Cycling Productions.
63. ↑  Gallagher, Brendan (22 de junio de 2011). «Bernard Hinault and Greg LeMond's classic 1986 Tour de France duel relived in Slaying the Badger». The Daily Telegraph (London: Telegraph Media Group Limited). Consultado el 6 de junio de 2013.
64. ↑  Liggett, Phil (Narrator) and Kent Gordis (Producer) (1989). 1989 World Championships (Video DVD). World Cycling Productions.
65. 1 2 3  LeMond, Greg. «Cycling Legend – The Blast». LeMond. Greg Lemond. Archivado desde el original el 2 de agosto de 2012. Consultado el 30 de noviembre de 2012.
66. ↑  «LeMond shot in back while hunting». Gettysburg Times (Sacramento, California). Associated Press. 21 de abril de 1987. p. 14. Consultado el 30 de noviembre de 2012.
67. ↑  «LeMond Accidentally Shot While Hunting». Schenectady Gazette. 21 de abril de 1987. p. 27. Consultado el 30 de noviembre de 2012.
68. ↑  United Press International (21 de abril de 1987). «Cyclist LeMond Stable After Hunting Accident». SunSentinel. Archivado desde el original el 15 de junio de 2013. Consultado el 14 de junio de 2016.
69. ↑  Abt p.113
70. ↑  Swift, E.M. (25 de diciembre de 1989). «Le Grand LeMond». Sports Illustrated. Time Inc. Archivado desde el original el 27 de octubre de 2012. Consultado el 30 de noviembre de 2012.
71. ↑  Robin Williams interview, 2000 Greg LeMond talks about his hunting accident (audio)
72. ↑  Robb, Sharon (28 de octubre de 1987). «Lemond Slowly Working Way Back». The Sun Sentinel. Archivado desde el original el 15 de junio de 2013. Consultado el 18 de diciembre de 2012.
73. ↑  Boyce, Barry (18 de junio de 1989). «Coors Light Fired the Silver Bullet». CyclingRevealed. Philadelphia, Pennsylvania: CyclingRevealed. Consultado el 6 de junio de 2013.
74. ↑  Abt, Samuel (30 de agosto de 1989). «LeMond Outdistancing Pack On the Financial Front, Too». The New York Times (The New York Times Company). Consultado el 3 de enero de 2013.
75. 1 2  McGann, Bill; McGann, Carol. «1989 Giro d'Italia». Bike Race Info. Dog Ear Publishing. Consultado el 5 de junio de 2013.
76. 1 2 3 4 5  E.M. Swift (25 de diciembre de 1989). «Le Grand LeMond». Sports Illustrated (Time Inc.). p. 1. Archivado desde el original el 4 de julio de 2013. Consultado el 5 de junio de 2013.
77. ↑  Fignon p. 209
78. 1 2  Franz Lidz (31 de julio de 1989). «Vive Lemond!». Sports Illustrated (Time Inc.). Archivado desde el original el 19 de septiembre de 2013. Consultado el 5 de junio de 2013.
79. ↑  «Cycling Hall of Fame: Greg Lemond». Archivado desde el original el 27 de septiembre de 2011. Consultado el 14 de junio de 2016.
80. ↑  Jonathan Simmons (2 de julio de 2010). «On Biking: some bike slang for beginners». Boston.com (2012 NY Times Co.). Consultado el 17 de octubre de 2012.
81. 1 2  McGann, Bill; McGann, Carol. «1989 Tour De France». Bike Race Info. Dog Ear Publishing. Consultado el 5 de junio de 2013.
82. ↑  McGann p. 187
83. 1 2 3  McGann p. 189
84. ↑  «Le Tour en Chiffres (Statistics)». LeTour.fr. Archivado desde el original el 19 de octubre de 2012. Consultado el 14 de junio de 2016.
85. ↑  Birnie, Lionel (22 de julio de 2011). «The closest Tours in history». Cycling Weekly. IPC Media Limited. Consultado el 5 de junio de 2013.
86. ↑  «The film of the stage: From One American To Another». LeTour.fr. Archivado desde el original el 5 de junio de 2011. Consultado el 14 de junio de 2016.
87. ↑  Wilcockson, John (1997). «LeMond's dramatic Tour comeback».  En VeloNews Editors, ed. Bicycle Racing in the Modern Era: 25 Years of Velonews. Boulder, CO: VeloPress. p. 81. ISBN 1-884737-32-3.
88. ↑  Zanca, Salvatore (18 de julio de 1989). «Tour Leader LeMond Likes His Chances». Sarasota Herald-Tribune. Associated Press. Consultado el 27 de mayo de 2013.
89. ↑  «Greg LeMond – His World Championships». Limburg 2012. UCI Road World Championships Limburg 2012 – Colofon. 7 de agosto de 2012. Archivado desde el original el 21 de octubre de 2012. Consultado el 11 de diciembre de 2012.
90. ↑  McGann, Bill; McGann, Carol. «World Professional (Elite) Road Cycling Championship». Bike Race Info. Dog Ear Publishing. Consultado el 11 de diciembre de 2012.
91. ↑  «Championnats du Monde». les-sports.info. 27 de agosto de 1989. Consultado el 12 de diciembre de 2012.
92. ↑  Gordis, Kent (Producer), Phil Liggett (Narrator) (1989). 1989 World Championships (video DVD). World Cycling Productions.
93. 1 2  «LeMond Is Honored as Sportsman of Year». Los Angeles Times. Minneapolis, Minnesota: Los Angeles Times. 24 de diciembre de 1989. Consultado el 12 de diciembre de 2012.
94. ↑  «Whatever Happened to Greg LeMond?». Bicycling.com. Archivado desde el original el 25 de marzo de 2015. Consultado el 1 de diciembre de 2016.
95. ↑  Roi, Fmk (20 de junio de 2011). «LeMond – The Incredible Comeback, by Samuel Abt». Podium Cafe. Consultado el 11 de diciembre de 2012.
96. ↑  «Z – 1990 Team Information».
97. 1 2  McGann, Bill; McGann, Carol. «1990 Tour de France». Bike Race Info. Dog Ear Publishing. Consultado el 5 de junio de 2013.
98. ↑  Abt, Samuel (15 de julio de 1990). «LeMond Breaks Free to Close Gap». The New York Times. The New York Times Company.
99. ↑  McGann p. 196
100. ↑  Raia, James (4 de septiembre de 1990). «CYCLING; LeMond finishes fourth in World». USA Today (McLean, VA: Gannett Company). Associated Press. p. 02.C. Consultado el 18 de diciembre de 2012.
101. ↑  McGann, Bill; McGann, Carol. «1991 Tour de France». Bike Race Info. Dog Ear Publishing. Consultado el 5 de junio de 2013.
102. ↑  McGann, Bill; McGann, Carol. «1992 Tour de France». Bike Race Info. Dog Ear Publishing. Consultado el 5 de junio de 2013.
103. 1 2  LeMond, Greg (2 de julio de 2010). «The art of peaking for the Tour de France». Cycling News. Future Publishing Limited. Consultado el 14 de diciembre de 2012.
104. ↑  Brunner, Steven (18 de julio de 1992). «CYCLING TOUR DE FRANCE: LeMond Doesn't Have the Zip». Los Angeles Times (Los Angeles Times). Consultado el 14 de diciembre de 2012.
105. 1 2 3  Abt, Sam (19 de noviembre de 1993). «LeMond Begins Uphill Grind Toward '94». The New York Times. The New York Times Company. Consultado el 14 de diciembre de 2012.
106. ↑  Friebe, Daniel (7 de enero de 2008). «Procycling talks to Greg LeMond». ProCycling. Archivado desde el original el 4 de abril de 2013. Consultado el 15 de diciembre de 2012.
107. ↑  Jesper Bondo Medhus. «5 Basic Principles for Cycling Performance Tests». training4cyclists.com.
108. ↑  "Greg LeMond Ending Career," Samuel Abt, International Herald Tribune, December 3, 1994
109. ↑  «Mitochondrial Myopathies Information Page». National Institute of Neurologic Disorders and Stroke. Archivado desde el original el 2 de junio de 2013.
110. ↑  Procycling, January 2008, appeared December 2007
111. ↑  Ian O'Riordon (6 de junio de 2009). «Even Relentless Fighter Now Sees Cycling as a Lost Cause». The Irish Times. Archivado desde el original el 22 de octubre de 2012. Consultado el 14 de junio de 2016.
112. ↑  Gifford, Bill (30 de junio de 2008). «Greg LeMond vs. The World». Men's Journal. Men's Journal LLC. Archivado desde el original el 13 de enero de 2013. Consultado el 15 de diciembre de 2012.
113. ↑  Abt, Sam (19 de julio de 1999). «LeMond Glances Backward From the Top of Alpe d'Huez». The New York Times. The New York Times Company. Consultado el 19 de diciembre de 2012.
114. 1 2  Wittman, Bob; Wogenrich, Mark (9 de junio de 1996). «Lemond Inducted Into Hall Of Fame». The Morning Call. Tribune Interactive, Inc. Consultado el 18 de diciembre de 2012.
115. 1 2  Stapleton, Arnie (8 de junio de 1996). «LeMond Inducted Into Cycling Hall of Fame». Associated Press. The Associated Press. Consultado el 18 de diciembre de 2012.
116. ↑  «Slaying the Badger – ESPN Films: 30 for 30». go.com.
117. ↑  «CYCLING CONTRIBUTIONS». Greg LeMond.com. Archivado desde el original el 5 de noviembre de 2012. Consultado el 10 de diciembre de 2012.
118. ↑  Snedeker, Tucker. «Carbon Road Bikes». Carbon Bicycle Picture Gallery. Mountainbikes.net. Archivado desde el original el 30 de julio de 2012. Consultado el 18 de diciembre de 2012.
119. ↑  «Bike! A Tribute to the World's Greatest Cycling Designers – Exclusive extract on cycling legend Greg LeMond». bikeradar.com. Immediate Media Company Ltd. 3 de octubre de 2012. Archivado desde el original el 23 de septiembre de 2015. Consultado el 29 de junio de 2015.
120. ↑  «1991: LeMond Alpe d'Huez». calfeedesign.com. Archivado desde el original el 5 de diciembre de 2012. Consultado el 10 de diciembre de 2012. «[In 1991,] Carbonframes filled a big purchase order from international cycling champion Greg LeMond who wanted 18 frames for Team Z. Carbonframes relocated to Reno after entering an exclusive licensing agreement with LeMond Bicycles.»
121. 1 2  Interview in Rouleur, Guy Andrews, issue five, p. 26
122. ↑  «Our History». Calfee Design. Archivado desde el original el 5 de diciembre de 2012. Consultado el 10 de diciembre de 2012.
123. 1 2 3 4  Vinton, Nathaniel (7 de septiembre de 2009). «Greg LeMond's lawsuit against Trek is about more than broken promises — it's about Lance, too». New York Daily News. NYDailyNews.com. p. 1. Archivado desde el original el 15 de agosto de 2011. Consultado el 10 de diciembre de 2012.
124. ↑  «Armstrong: LeMond comments 'disappointing'». VeloNews. Competitor Group, Inc. 3 de agosto de 2001. Archivado desde el original el 31 de octubre de 2012. Consultado el 10 de diciembre de 2012.
125. ↑  Kahn, Robert (10 de abril de 2008). «LeMond Sues Trek, Citing Feud With Lance». Courthouse News Service. Consultado el 10 de diciembre de 2012.
126. 1 2 3 4 5  Kimmage, Paul (1 de julio de 2007). «Cycle of abuse». The Sunday Times. Times Newspapers Ltd. Archivado desde el original el 2 de mayo de 2015. Consultado el 9 de marzo de 2013.
127. 1 2  «Trek and LeMond settle lawsuit». VeloNation. VeloNation LLC. 1 de febrero de 2010. Consultado el 10 de diciembre de 2012.
128. ↑  VeloNation Press (17 de octubre de 2012). «Trek follows suit with other big names, drops sponsorship of Lance Armstrong». VeloNation. VeloNation LLC. Consultado el 10 de diciembre de 2012.
129. ↑  Vinton, Nathaniel (1 de febrero de 2010). «Tour de France legend Greg LeMond, Trek Bicycle reach settlement». New York Daily News. NYDailyNews.com. p. 1. Consultado el 10 de diciembre de 2012.
130. ↑  «LeMond Fitness Names Mark Handfelt as President, CEO & Director». PRWEB. Archivado desde el original el 20 de noviembre de 2012. Consultado el 27 de noviembre de 2012.
131. ↑  «Company Overview of LeMond Fitness, Inc.». Bloomberg Business Week. Consultado el 27 de noviembre de 2012.
132. ↑  «LeMond Fitness, Inc.». LeMond Fitness. Archivado desde el original el 28 de julio de 2014. Consultado el 27 de noviembre de 2012.
133. ↑  Lindsey, Joe (21 de septiembre de 2013). «LeMond Bikes Return for 2014». Bicycling. Archivado desde el original el 19 de febrero de 2014. Consultado el 13 de marzo de 2014.
134. ↑  "LeMond claims he was swindled on Montana's millionaire mountain," Bloomberg News, October 27, 2006
135. ↑  Brown, Matthew (15 de agosto de 2008). «Greg LeMond's lawsuit with exclusive club settled». USA Today. Gannett Company. Associated Press. Consultado el 27 de noviembre de 2012.
136. ↑  «Greg LeMond and family put a lien on a development compound to secure a $20 million debt». VeloNews. Competitor Group, Inc. 22 de febrero de 2008. Archivado desde el original el 9 de julio de 2015. Consultado el 27 de mayo de 2013.
137. ↑  "LeMond continues long legal fight with Yellowstone Club," New West, November 21, 2008
138. ↑  «NAMES IN THE NEWS : Greg LeMond Opens Restaurant». Los Angeles Times. Los Angeles Times. 8 de agosto de 1990. Consultado el 19 de diciembre de 2012.
139. ↑  Schogol, Marc (15 de agosto de 1990). «Pedaling Food». Food Watch. Philadelphia Inquirer. Consultado el 19 de diciembre de 2012.
140. ↑  Castro, Peter (20 de agosto de 1990). «A New Cycle». Chatter. People Magazine. Consultado el 19 de diciembre de 2012.
141. ↑  Harvey, Randy (25 de julio de 1989). «Drug Use Said to Concern LeMond : Attorney Claims Dutch Team Wanted Cyclist to Try Testosterone». Los Angeles Times. Los Angeles Times. Consultado el 17 de diciembre de 2012.
142. ↑  Slater, Matt (29 de noviembre de 2012). «Greg LeMond joins Change Cycling Now to clean up the sport». BBC. Consultado el 10 de diciembre de 2012.
143. ↑  Fotheringham, William (29 de julio de 2001). «Drugs issue refuses to go away due to winner's Ferrari links». The Guardian. Guardian News and Media Limited. Consultado el 5 de mayo de 2013.
144. ↑  «Two champions – Armstrong surprised, upset by LeMond's comments». Sports Illustrated. Time Inc. 2 de agosto de 2001. Archivado desde el original el 25 de octubre de 2012. Consultado el 11 de diciembre de 2012.
145. ↑  Magnuson, Mike. «Whatever Happened to Greg LeMond?». Bicycling.com. Archivado desde el original el 25 de marzo de 2015. Consultado el 1 de diciembre de 2016. «...professional cycling was teetering on a knife edge over the very issue that had made this great champion, this terrific man, into a controversial, unpopular figure in his own country, not because of what he had done but because of what he had said.»
146. ↑  Cycling Weekly (10 de julio de 2012). «USADA issues lifetime bans to del Moral, Ferrari and Marti». Cycling Weekly (IPC Media Limited). Consultado el 6 de junio de 2013.
147. 1 2 3  Greg LeMond – 'Cycling is dying through Drugs' at Play the Game Conference  en YouTube., 27:00 and 44:00 Play the Game Conference, Coventry University, 2009 Jun 12, retr 2012 10 14
148. ↑  Vinton, Nathaniel (25 de septiembre de 2008). «Greg LeMond and Lance Armstrong clash at news conference». New York Daily News. Consultado el 14 de octubre de 2012.
149. ↑  Ford, Bonnie D. (23 de mayo de 2010). «Landis makes amends with LeMond». ESPN.com.
150. ↑  Weislo, Laura (23 de julio de 2009). «Contador's climbing credibility questioned».
151. ↑  LeMond, Greg (25 de octubre de 2012). «Open Letter to Pat McQuaid from Greg LeMond». NYVelocity.com. Archivado desde el original el 22 de noviembre de 2012. Consultado el 11 de diciembre de 2012.
152. ↑  Seaton, Matt (3 de diciembre de 2012). «Is Greg LeMond the right choice to challenge for the UCI presidency?». The Guardian. Guardian News and Media Limited. Consultado el 10 de diciembre de 2012.
153. ↑  Dunbar, Graham (14 de diciembre de 2012). «UCI President Pat McQuaid says Greg LeMond not fit to run cycling's governing body». The Daily Telegraph. London: Telegraph Media Group Limited. Consultado el 11 de enero de 2013.
154. ↑  Hood, Andrew (27 de septiembre de 2013). «Cookson wins UCI presidency after Machiavellian drama». Archivado desde el original el 2 de enero de 2015. Consultado el 26 de enero de 2015.
155. ↑  Stokes, Shane (31 de agosto de 2013). «Triple Tour de France winner Greg LeMond backs Brian Cookson in UCI Presidential battle». Consultado el 27 de enero de 2015.
156. ↑  Kimmage, Paul (1 de julio de 2007). «Greg LeMond Interview : Paul Kimmage». 1st July 2007. Archivado desde el original el 31 de enero de 2015. Consultado el 31 de enero de 2015.
157. ↑  LeMond, Greg; Hom, Mark. «A cycling legend and a doctor share stories of struggle and inspiration — and how science illuminated a path to recovery». Consultado el 31 de enero de 2015.
158. ↑  «Must hear: Greg LeMond speaks out in wide ranging interview». VeloNews. 6 de octubre de 2012. Archivado desde el original el 17 de febrero de 2015. Consultado el 31 de enero de 2015.
159. ↑  «Greg LeMond». NNDB. Soylent Communications. Consultado el 27 de noviembre de 2012.
160. ↑  «Greg LeMond – Board Member». 1in6. 1in6, Inc. Archivado desde el original el 22 de agosto de 2011. Consultado el 27 de noviembre de 2012.
161. ↑  «Cycling legend LeMond to lead charity 40k from Trim». The Meath Chronicle. 21 de septiembre de 2012. Archivado desde el original el 24 de septiembre de 2012. Consultado el 27 de noviembre de 2012.
162. ↑  Cannon, John (3 de febrero de 2010). «Cycling legend Greg LeMond to ride in Catoctin Challenge – 'It's like Jack Nicklaus showing up at your golf tournament.'». Frederick News Post. Archivado desde el original el 23 de enero de 2013. Consultado el 27 de noviembre de 2012.
163. ↑  LeMond, Greg. «My Patagonia Argentina Trip ( Post 1 of 2 )». GregLeMond.com. Archivado desde el original el 5 de noviembre de 2012. Consultado el 28 de noviembre de 2012.
164. 1 2  Woolridge, Jim (10 de noviembre de 1991). «LeMond makes world-record catch in fly fishing». The Times-News, Hendersonville, NC (Hendersonville, NC). pp. 8B. Consultado el 28 de noviembre de 2012.
165. ↑  Kantowski, Ron (31 de mayo de 1997). «Crashing on the Learning Curve Greg Lemond Trades Two Wheels for Four and Turns into a Real Crack-Up». St Louis Post-Dispatch. Consultado el 27 de noviembre de 2012.
166. 1 2  Sumner, Jason (17 de mayo de 2007). «LeMond drops bombshell at Landis hearing». VeloNews. Competitor Group, Inc. Archivado desde el original el 13 de enero de 2014. Consultado el 11 de diciembre de 2012.
167. ↑  «1in6». 1in6.org.
168. ↑  «LeMond recovering from car accident». Chicago Tribune Sports Xchange. Chicago Tribune. 1 de febrero de 2013. Consultado el 28 de mayo de 2013.
169. ↑  «Greg LeMond recovering after crash». ESPN. Plymouth, Minnesota: ESPN Internet Ventures. The Associated Press. 1 de febrero de 2013. Consultado el 28 de mayo de 2013.
170. ↑  Stokes, Shane (30 de enero de 2013). «Greg LeMond recovering in hospital after car accident». VeloNation. VeloNation LLC. Consultado el 28 de mayo de 2013.
171. ↑  Johnson Publishing Company (4 de marzo de 1991). Jet. Johnson Publishing Company. pp. 48-. ISSN 0021-5996.
172. ↑  David L. Porter (5 de agosto de 2013). Their Greatest Victory: 24 Athletes Who Overcame Disease, Disability and Injury. McFarland. pp. 211-. ISBN 978-1-4766-0247-9.
173. ↑  UCI. «2002 Actualités». PRESS RELEASE /COMMUNIQUE DE PRESSE: 13.02.2002 : Aigle, SUI (en inglés). Archivado desde el original el 18 de agosto de 2012. Consultado el 1 de noviembre de 2017.